# Forces françaises en Afghanistan
|  |

Les forces de l'armée française interviennent dans la guerre d'Afghanistan à partir de la fin 2001 dans deux opérations internationales distinctes : la force internationale d'assistance et de sécurité (ISAF) sous commandement de l'OTAN, et l'opération Enduring Freedom sous commandement américain. En 2010, elle est quatrième contributrice de la coalition. Les forces combattantes sont retirées fin 2012.
La participation militaire française à ces deux opérations est répartie en plusieurs opérations nationales, qui portent les noms de Pamir pour la participation à l'ISAF, Héraclès pour la participation aux opérations navales et aériennes, Épidote pour la participation aux missions d'instruction de l'armée afghane au sein d'OEF et Arès pour les opérations spéciales au sein d'OEF.
La présence de l'armée française dans ces deux opérations s'illustre par une présence maritime dans l'océan Indien, qui comprend des engagements d'aéronefs de l'aviation navale sur le territoire afghan, l'action d'unités (avions de chasse, de transport, d'observation et drones mais également des commandos) de l'armée de l'air, à partir de l'Afghanistan ainsi que de bases situées dans des pays limitrophes, et la participation d'unités de l'Armée de terre aux opérations de sécurisation et d'instruction.
Au 1er novembre 2009, 3 850 militaires français étaient engagés sur le théâtre de ce pays, dont le soutien aérien et la participation à la Combined Task Force 150 dans l'océan Indien. À ce chiffre s'ajoutent les 150 gendarmes déployés fin 2009. 2 500 militaires sont déployés à cette date dans la brigade La Fayette, clé du dispositif, dirigée par un général français et placée sous commandement américain. En 2010, la décision a été prise d'un envoi supplémentaire de 250 soldats, le contingent français en Afghanistan atteignant alors le nombre de 4 000.
À la suite de décisions de retrait des troupes prises en 2011 et 2012, le contingent français qui est, début janvier 2012, de 3 600 militaires est, après un retrait graduel, de 1 400 personnes fin 2012,. Le 1er décembre 2012, un échelon de commandement unique succède à celui de la Task Force La Fayette. Fin 2013, le dispositif militaire français engagé dans le cadre des opérations (Pamir et Épidote) en Afghanistan est armé par environ 500 militaires. À la fin janvier 2014, le nombre de militaires français sur zone se situe entre 300 et 400 dont 205 au service de l'OTAN. À la fin de l'année, il reste 150 personnes. L'opération Épidote prend fin le 1er décembre 2014 et l'opération Pamir le 31 décembre 2014.

## Mission
La mission officielle des forces françaises en Afghanistan est de « sécuriser les zones placées sous sa responsabilité afin de permettre à l’État afghan de se reconstruire, de permettre des opérations de développement et de permettre un déploiement des services de l’État afghan », et, en second lieu, « permettre une montée en puissance de l’armée nationale afghane » en l’entraînant.
Bien que soutenant la lutte antidrogue en Afghanistan, la destruction de champs de pavot ou la capture de prisonniers ne font pas partie des missions assignées à ce contingent. En cas de captures consécutives aux combats, les prisonniers sont remis aux autorités afghanes,.

## Historique

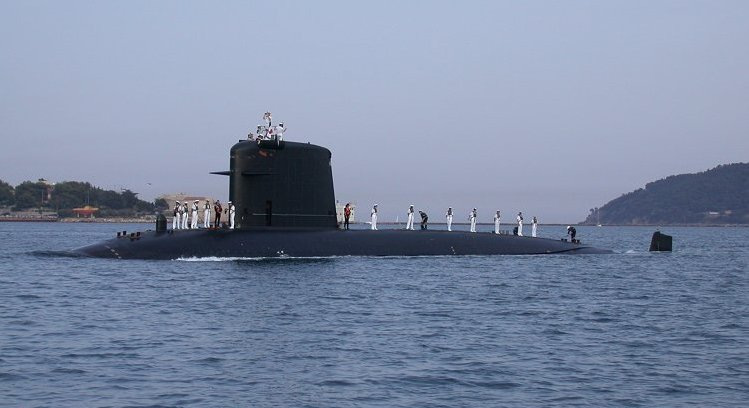
Le Saphir de la classe Rubis de retour à Toulon avec le groupe aéronaval, à l'issue de la mission Héracles, le 1er juillet 2002.

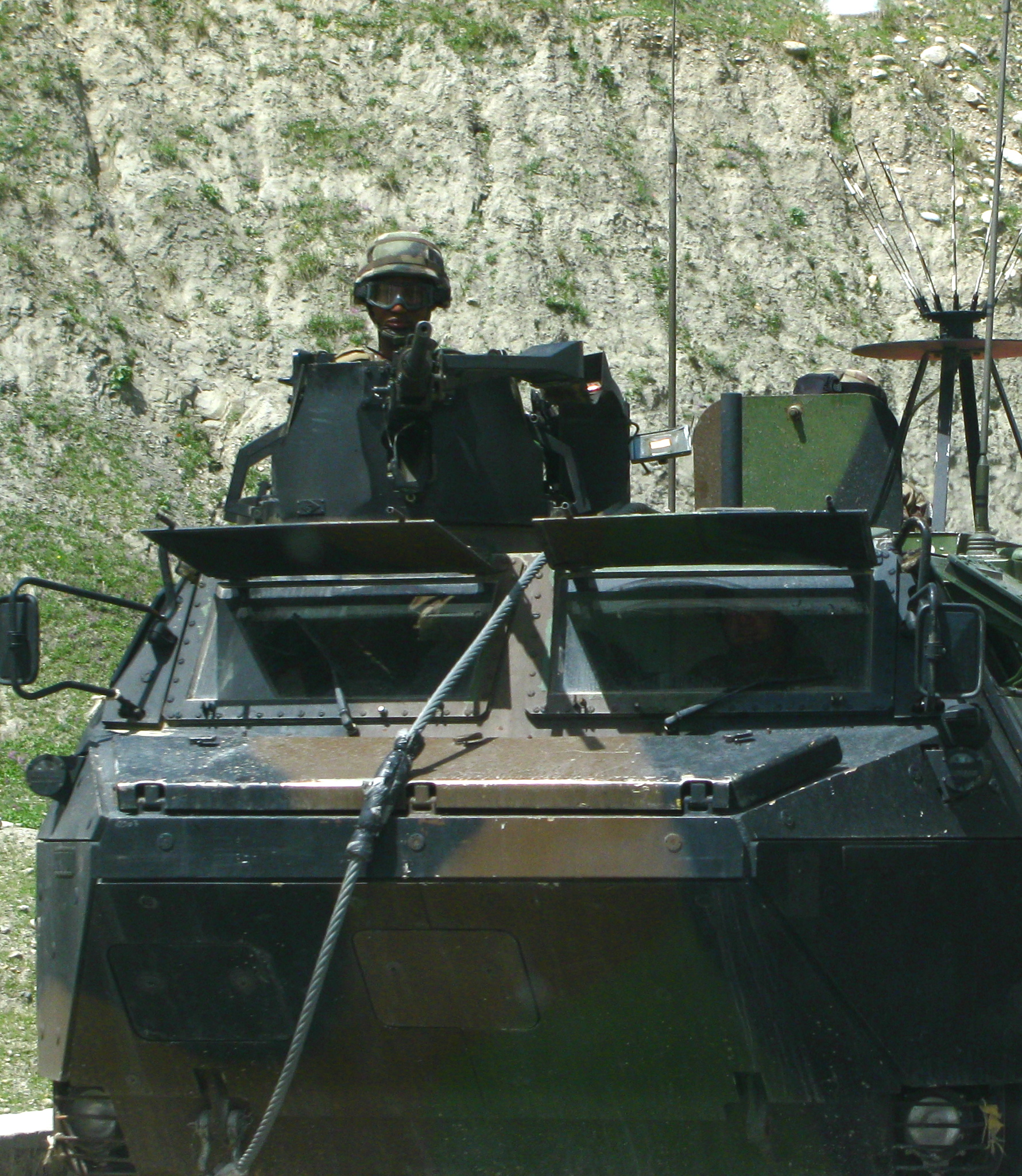
Véhicule de l'avant blindé français patrouillant en Afghanistan en 2009.

À la suite des attentats du 11 septembre 2001, les nations membres de l'OTAN ont mis en œuvre pour la première fois l'article 5 du Traité de l'Atlantique nord, et la France, bien que non contrainte par ce traité, a décidé d'engager ses forces armées au côté de l'OTAN.
La résolution 1386 du Conseil de sécurité des Nations unies crée, le 20 décembre 2001, la Force internationale d'assistance et de sécurité (FIAS) placée sous le chapitre VII de la Charte des Nations unies, dont le mandat d'origine est « d’aider l’Autorité intérimaire afghane à maintenir la sécurité à Kaboul et dans ses environs, de telle sorte que l’Autorité intérimaire afghane et le personnel des Nations unies puissent travailler dans un environnement sûr ». Celui-ci a été élargi sur tout le territoire afghan avec la résolution 1510 du 13 octobre 2003,.
Deux Mirage IVP de reconnaissance aérienne et deux C-135FR sont détachés sur la base aérienne d'Al Dhafra de la UAEAF aux Émirats arabes unis dans le cadre de l'opération française Héraclès, et un total de 80 missions seront effectuées à partir du 21 octobre 2001. Les Mirage IVP regagnent la France métropolitaine en février 2002. La mission de six heures des Mirage IVP consiste à survoler l'Afghanistan une fois par jour aller (traversée de la mer d’Arabie, survol par le sud du Pakistan, 1er ravitaillement en vol par C-135FR au-dessus de l'Afghanistan, mission de reconnaissance d'une heure 40) et retour (après un 2e ravitaillement).
Le 21 novembre 2001, la France décide d'envoyer le Charles de Gaulle dans l'océan Indien pour soutenir les opérations de l'OTAN en Afghanistan.
Dans le cadre de la mission Héraclès, la Task force 473, avec 2 900 hommes sous le commandement du contre-amiral François Cluzel appareille le 1er décembre du port militaire de Toulon. La force opérationnelle comprend le porte-avions nucléaire Charles de Gaulle, les frégates La Motte-Picquet, Jean de Vienne et Jean Bart, le sous-marin d'attaque nucléaire Rubis, le ravitailleur La Meuse et l'aviso Commandant Ducuing.
La force aérienne comprend 16 Super-Étendard, un E-2C Hawkeye, deux Rafale et plusieurs hélicoptères.
Le 17 décembre 2001, la task force 473 est intégrée dans une force internationale, à côté des groupes navals américains du Theodore Roosevelt et John C. Stennis, et du Giuseppe Garibaldi italien. La force inclut plus de cent navires, français, américains, canadiens, britanniques, allemands, italiens, néerlandais, australiens, espagnols et japonais sous un commandement centralisé interallié à Bahreïn.
Du 19 décembre 2001 au 19 juin 2002, le groupe aérien embarqué effectue 165 missions d'appui sol, 100 missions de reconnaissance, 126 missions de guet aérien et 120 missions de ravitaillement en vol. En tout, les appareils réalisent plus de 2 700 heures de vol.
Les Super-Étendard représentant le gros de la flottille exécutent leurs premières missions sur l'Afghanistan le 19 décembre 2001, réalisant des missions de reconnaissance et de bombardement de 3 000 kilomètres. Au total, ils réalisent 140 missions, 12 par jour en moyenne, échappant à cinq missiles Stinger.
Le 2 janvier 2002, les premiers soldats français de la Force internationale en Afghanistan arrivent au nord de Kaboul. Au total, 640 militaires français sont déployés dont 400 dans le cadre de l'Isaf. Il est à noter que les marsouins du 21e RIMA furent les premières troupes françaises à fouler le sol afghan dès le 15 novembre 2001, à Mazar-E-Sharif.
Le 18 février 2002, un satellite d'observation Helios repère des activités anormales près de Gardez. Le lendemain, après que des membres des forces spéciales américaines dans la région ont confirmé ces observations, le Charles de Gaulle lance deux Super-Étendard de reconnaissance. Le 20, des forces britanniques et américaines entrent dans la vallée, et le 2 mars, l'opération Anaconda débute.
En février un détachement de Mirage 2000D de l'armée de l'air est déployé pour 8 mois avec un avion ravitailleur en vol C135FR sur la base américaine de Bichkek/Manas au Kirghizistan. De début mars à fin septembre 2002, une unité RESAL (équipe de recherche et secours aérolarguée) spécifiquement crée est déployée à Douchanbé (Tadjikistan) pour éventuellement porter secours aux pilotes en difficulté en zone de haute montagne mais elle n'a finalement pas à intervenir. Le concept RESAL a été créé pour couvrir l'éjection accidentelle d'un équipage de Mirage 2000D en transit entre le Kirghizistan et l'Afghanistan (en zone non hostile), un trajet de 1 500 km survolant des sommets approchant les 6 000 m.
En mars, six Mirage 2000 et des SEM prennent en charge des attaques aériennes contre des cibles d'Al-Qaïda. Les quelques cibles proposées par les forces américaines en zone urbaine sont refusées, de peur d'atteindre des civils. En revanche les Mirage 2000 mènent plusieurs frappes avec des bombes guidées laser sur des positions dans les zones montagneuses qui abritent Al-Qaïda au sud-est de Kaboul (région de "Whale Back"). Le président américain George W. Bush se félicite de l'engagement de la France en déclarant : « notre fidèle alliée, la France, qui a déployé un quart de sa marine de guerre dans l'opération Enduring Freedom». À cette époque, la force aérienne française a été portée à 16 Super Étendard, 6 Mirage 2000 D, 5 Rafale, deux ravitailleurs aériens KC-135, et deux Hawkeye. À partir de février, le Charles de Gaulle et le USS John C. Stennis échangent quelques avions de façon à resserrer les liens entre alliés. Pour les Mirage 2000D de la base aérienne de Nancy-Ochey, c'est aussi le début d'un engagement qui durera 10 ans avec une interruption à l'automne 2012, lors du retour de Manas (le 10 juillet 2012 verra le détachement Chasse quitter définitivement Kandahar où il assurait une présence permanente depuis 2007, après Duchambe et Manas), après plus de 9 000 missions et près de 500 frappes aériennes de précision en soutien des troupes au sol.
Le 11 août 2003, lorsque l'OTAN prend la direction des opérations de la Force internationale d'assistance et de sécurité, la France fournit environ 500 hommes sur les 3 500 venant de 31 pays alors présents. Au 21 février 2003, on compte 742 militaires français pour un effectif total d'environ 8 000 personnels dans cette force. Le commandement régional de Kaboul se fait en rotation entre la France, la Turquie et l'Italie.
En mai 2003, en marge du sommet du G8 d'Évian, le président de la République Jacques Chirac décide d'engager les forces spéciales françaises dans le sud de l'Afghanistan. Un contingent de plus de 200 membres du Commandement des opérations spéciales opèrent de juillet 2003 à décembre 2006 dans la région de Spin Boldak, puis brièvement de Jalalabad. On compte 7 tués dans leurs rangs.
Un effort d’instruction au profit de l’armée afghane est effectué par la France dans le cadre de l'opération Épidote. 3 810 stagiaires ont été formés entre 2003 et 2006.
L'Eurocorps commande la mission ISAF6 en Afghanistan du 9 août 2004 au 11 février 2005.
Le 31 août 2004, un premier militaire français décède des suites d'un accident de la route ayant eu lieu le 29 août.
Le 17 septembre 2005, un soldat victime de l'explosion d'une mine antipersonnel est le premier militaire français mort au combat en Afghanistan.
En décembre 2007, 1 600 soldats français sont engagés en Afghanistan, et au total environ 2 000 militaires participent à ce théâtre d'opérations.
Jusqu'en 2008, le « détachement Air » a effectué 1 700 sorties et 300 shows of force (passages à basse altitude pour intimider et disperser l’ennemi).
En août 2008, l'embuscade d'Uzbin se solde côté français par 10 tués et 21 blessés.
Le 22 septembre 2008, à l’issue d'un débat à l’Assemblée nationale française, celle-ci autorise la prolongation de l’intervention des forces armées françaises en Afghanistan, par 343 voix contre 210.

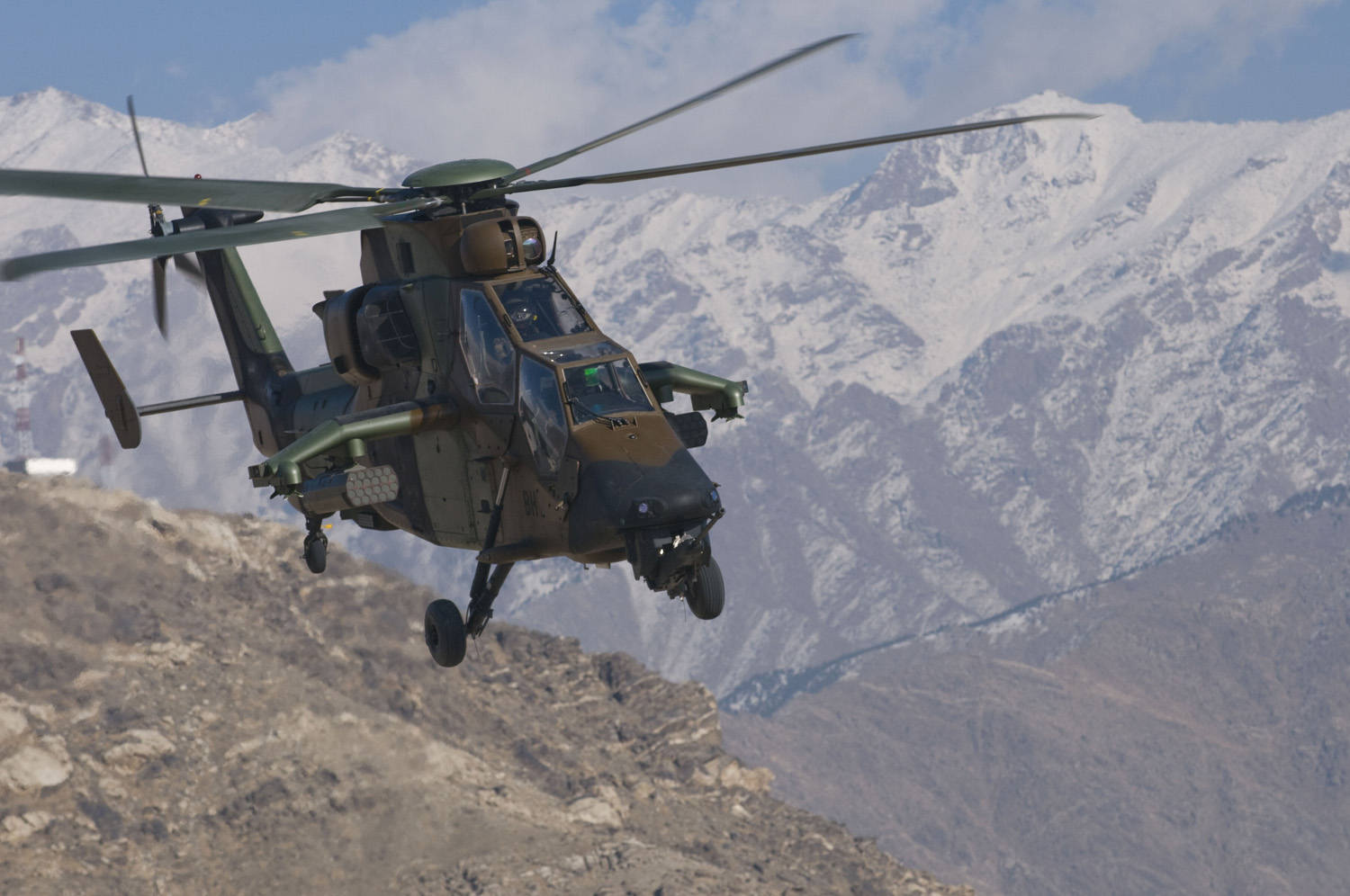
EC-665 Tigre de l'ALAT durant un exercice de tir franco-américain depuis la base opérationnelle avancée Morales-Frazier le 23 janvier 2011 en Kâpîssâ.

L'opération Dinner Out en mars 2009 permet de reprendre le contrôle de la vallée d’Alasay dans la Kâpîssâ, mais conduit à la mort d'un soldat français, le caporal Belda du 27e bataillon de chasseurs alpins, conducteur d'un VAB. Dans ce secteur, au total, le Groupement tactique interarmes de Kapisa affrontant une force de 600 à 800 rebelles a tué environ 150 insurgés entre octobre 2008 et octobre 2009 pour la perte de 4 des siens.
Le 31 octobre 2009, le général Marcel Druart a cédé le commandement de la région capitale (RC-C) de la force internationale d’assistance à la sécurité (FIAS) au général de brigade turc Levent Çolak.
Le 1er novembre 2009, la brigade La Fayette est officiellement créée.
Le 30 octobre 2009, les journalistes français Hervé Ghesquière, Stéphane Taponier et leurs accompagnateurs sont enlevés par les talibans en Kapisa. Ils resteront otages 547 jours et seront libérés par leurs ravisseurs le 29 juin 2011. Leur capture conduisit l'armée française à observer une longue trêve.
En mai 2010, parmi les équipements déployés, on note l'arrivée de 10 VBCI qui peuvent engager une cible avec leur canon de 25 mm à 2 700 m. Durant l’été 2011, en Kapisa, ceux-ci ont été visés par une quinzaine de roquettes RPG-7, une a rebondi sur le filet RPG NET sans exploser, les autres n’ont pas touché leurs cibles. Ils ont subi également deux attaques à l'engin explosif improvisé, un a explosé avant le passage du véhicule, et le second a “lacéré” deux pneus avant droit (le VBCI a 8 roues motrices) et soufflé le RPG NET du VBCI, celui-ci continuant de rouler jusqu’à sa base opérationnelle avancée avant de repartir en mission 2 heures après.
En juillet 2010, une nouvelle annonce des états-majors annonce qu'environ 250 soldats français seront envoyés en renfort en Afghanistan, ce qui va porter le contingent sur place a 4 000 hommes.
La perte du premier aéronef français sur ce théâtre d'opérations est l'accident d'un hélicoptère Gazelle Viviane le 3 novembre 2010 qui fait deux blessés légers.
Le 28 novembre 2010, un Rafale F3 (no 18) de la flottille 12F opérant depuis le porte-avions Charles de Gaulle dans le cadre de la mission Agapanthe 2010 s'est abîmé au large des côtes pakistanaises, le pilote a réussi à s'éjecter. Un problème de jauge de carburant serait à l’origine du crash.

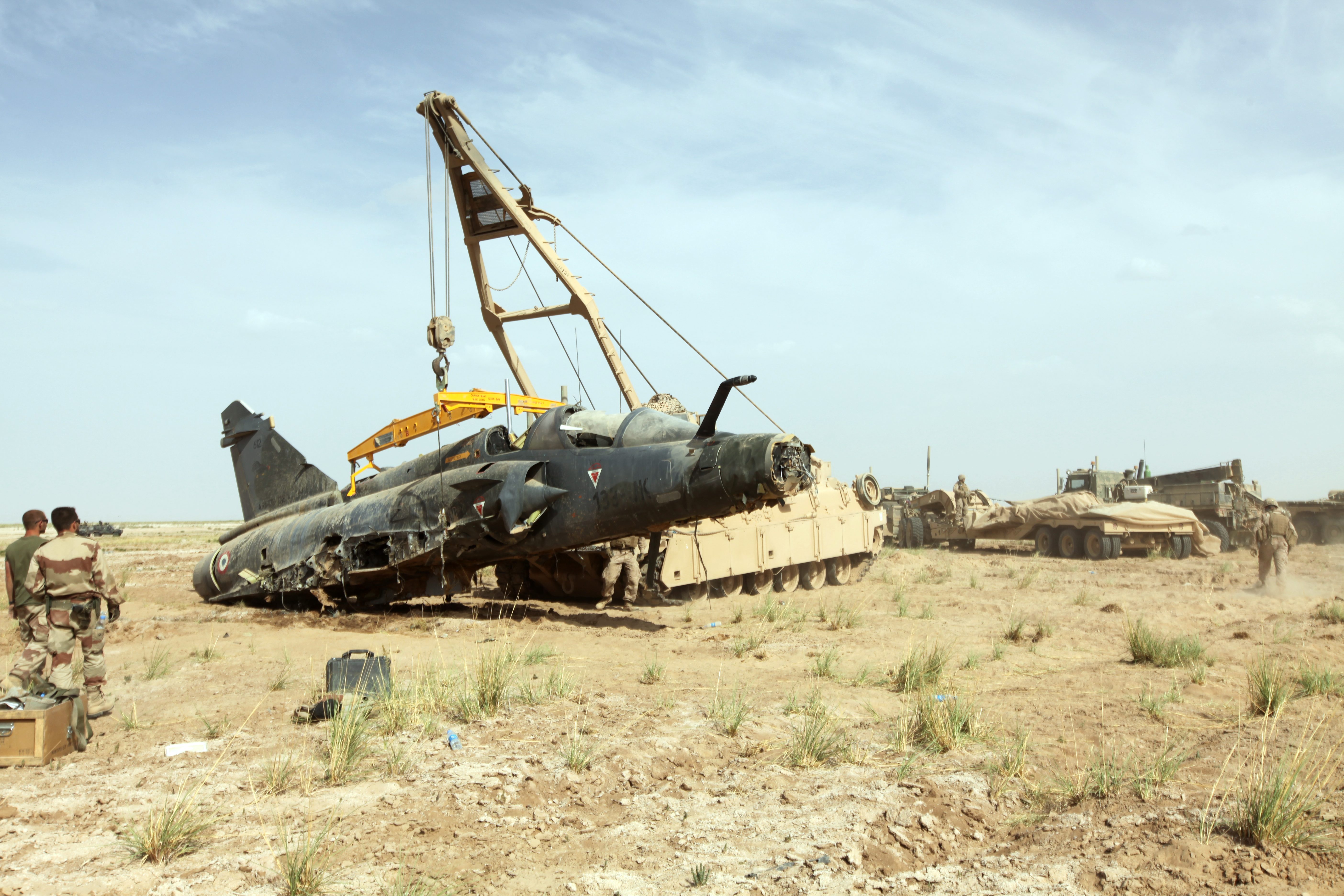
Le Mirage 2000 D no 612, qui s'est écrasé le 24 mai 2011, est récupéré le 27 mai par un M88 de l’USMC lors d'une opération franco-américano-italienne.

Lors de l'opération Storm Lightning du 29 janvier au 4 février 2011, des unités du GTIA Richelieu ont arrêté Hessanulah, l'un des 10 insurgés les plus recherchés en Afghanistan, en vallée de Bedrarou, avec l'appui d'hommes du GIGN.
Le 4 février 2011, un hélicoptère Tigre fait un atterrissage d'urgence en pleine nuit blessant légèrement les deux membres d'équipage ; l'appareil a ensuite été récupéré sous élingue par un CH-47 Chinook.
Le 24 mai 2011, le Mirage 2000 D (no 612) biplace de la base aérienne 133 Nancy-Ochey s'est écrasé dans le district de Bakwa, à 5 km à l'ouest de Farâh, lors d'une mission d'escorte d'un convoi. Le réacteur a subi une panne, dont l'origine n'a pas pu être déterminée, après un passage en très basse altitude de dissuasion. L'équipage est sain et sauf, après une récupération effectuée 1 heure après l'éjection.
Les hélicoptères français, à la suite de l'évolution de leurs règles d’engagement à la fin de l'année 2010, ont pu détruire entre février et novembre 2011, sept voitures piégées.
Début décembre 2011, on annonce que 45 blessés ont bénéficié d'une évacuation sanitaire aérienne par l'Escadron de transport, d'entraînement et de calibration depuis le début de l’année.
En février 2012, le dispositif comprend 3 600 militaires : 2 400 engagés dans des actions de combat, et 1 200 en encadrement, logistique et soutien à Kaboul. 1 000 hommes combattants seront retirés en 2012. Le DETCHASSE à Kandahar est la première unité amenée à se désengager. Les 1 400 qui resteront engagés le seront en soutien de l’armée afghane et partiront en 2013. Il en restera 1 200 à Kaboul, chiffre qui diminuera progressivement. Après 2014, 400-500 resteront selon Gérard Longuet.
400 militaires français ont été désengagés en octobre et décembre 2011. Au premier trimestre 2012, une quarantaine de vols d’avions Antonov 124 sont prévus pour rapatrier environ 300 véhicules et conteneurs en France.
François Hollande, nouvellement élu Président de la République en 2012, applique en partie sa promesse de campagne sur le retrait de tous les militaires d'Afghanistan en la limitant aux "troupes combattantes", soit 2 000 soldats. Il restera alors après le 31 décembre 2012, plus de 1 400 militaires toujours sous commandement de l'ISAF et dont la mission exacte demeure "floue",.
En 2012, il est estimé qu’environ 50 000 militaires français ont servi en Afghanistan.
Le 5 juillet 2012, une dernière mission est effectuée par la chasse française qui doit rapatrier le 10 juillet ses 3 Mirage-2000 D engagés en Afghanistan. La dernière frappe aérienne, en mai 2012, aura été pour désengager une force de l'ANA et italienne.
En septembre 2012, 700 véhicules blindés sur 1 200 et un peu moins de 900 containers sur 1 000 à l'origine sont encore en territoire afghan. L'effectif est d'environ 2 550 militaires mi-octobre 2012, contre 4 000 en octobre 2011. Plus de 1 000 autres d'entre eux devront être rapatriés dans les trois mois. Une quarantaine de VAB en mauvais état, dont l’âge moyen est de 32 ans, seront détruits sur place.
En octobre 2012, la France « traite » les derniers commanditaires de l’embuscade de la vallée d’Uzbin.
Pour 2012, on évalue à moins de 500 millions d’euros le surcoût des opérations en Afghanistan. En 2013, les surcoûts baisseront sous l’effet de la diminution du nombre d’hommes sur place qui ne seront plus que 1 500 à partir du 1er janvier, la fin de l’opération de désengagement étant prévue au 1er juillet. Les sommes consacrées à l’Afghanistan sont pratiquement équivalentes en 2011 et en 2012, mais les dépenses se sont déplacées des combattants vers les surcoûts logistiques.
Selon le ministre russe de la Défense Anatoli Serdioukov, « Depuis 2011, des avions russes ont transporté près de 20 000 tonnes de fret de France en Afghanistan et vice-versa » au 31 octobre 2012.
Le 20 novembre 2012, les dernières forces combattantes françaises quittent la base avancée de Nijrab, marquant ainsi le retrait des troupes françaises de la province de Kâpîssâ.
Les 2 derniers hélicoptères Tigre français quittent l'Afghanistan le 3 février 2013 après avoir effectué 4 215 heures de vol en 2 600 missions d’appui et d’escorte, réalisées de jour comme de nuit et tiré plus de 19 000 obus de 30 mm et 420 roquettes de 68 mm. Le détachement “hélicoptères” (DETHELICO) des forces françaises encore présentes en Afghanistan ne compte plus qu'un Caracal et un Cougar.
Le 12 mars 2013, les deux derniers hélicoptères de manœuvre du Dethelico qui ont effectué leur dernier vol le 24 février quittent l’Afghanistan. Le bilan total pour les hélicoptères est de 5 000 missions dont près de 4 500 consacrées au combat ou au transport tactique. 23 000 obus de 20 mm et 30 mm, 870 roquettes et 60 missiles ont été utilisés. Ils ont effectué 16 500 heures de vol et près de 80 000 heures de maintenance entre 2007 et 2013

## Dispositif militaire
En novembre 2009, environ 3 750 militaires français sont présents en Afghanistan, au Tadjikistan, Kirghizistan et en océan Indien, dans le cadre des opérations de la Force internationale d'assistance et de sécurité (FIAS - ISAF en anglais) de l'OTAN et de l'opération Enduring Freedom (OEF). Parmi eux, environ 3 400 militaires français sont engagés sur le territoire afghan.
La participation française à la composante militaire de l'ISAF porte le nom d'opération Pamir.
Également présents sur le sol afghan, mais distincts de Pamir, environ 400 militaires français sont employés début 2011 à la formation de l’armée nationale afghane, soit chargés de la formation des officiers afghans (dispositif Epidote) et des forces spéciales (Commando School), ou bien encore intégrés dans des unités afghanes (dispositif des E.L.O.T).
La participation française à l'opération Enduring Freedom porte le nom de opération Héraclès. À ce jour, elle ne comporte plus que des participations maritimes et aériennes et qui, pour la maritime, n'a plus ses effectifs comptabilisés dans ceux des forces françaises en Afghanistan. Cela a permis d'envoyer 150 militaires de plus sur le sol afghan sans modifier les effectifs.
La France déploie également 150 gendarmes destinés à la formation de la police afghane.
La participation des forces spéciales au sol (opération qui portait le nom de Ares) a eu lieu entre 2003 et 2006, elles sont de nouveau déployées depuis janvier 2010.

### Armée de terre
L'armée de terre française fournit le plus gros des effectifs avec, en novembre 2009, deux bataillons interarmes à trois compagnies de combats chacun, et six Operational Mentoring Liaison Teams. De nombreux engins équipent cette force dont, début 2009, 500 VAB. Des véhicules spécifiques ont été achetés en 2008/2009 pour cette mission dont 15 blindés Aravis et 5 engins de déminage Buffalo, dont trois sont déployés sur place. On note la présence depuis 2007 de 24 chiens de guerre.
Les troupes françaises sont principalement présentes au sein de l'ISAF au sein de deux Regional Commands (RC). Le RC-Capital, sous commandement turc (depuis novembre 2009), et le RC-East, sous commandement américain.
Le 1er novembre 2009, le dispositif a été profondément réorganisé. La France a quitté le commandement du RC-C exercé d’août 2008 à octobre 2009. Les unités se sont regroupées opérationnellement et géographiquement au sein de la brigade La Fayette crée pour la circonstance. La majorité des unités terrestres françaises, RC-C, Kapissa, OMLT, POMLT, migrent en Kapissa et Surobi ou aux abords, créant une unité de lieu et de moyens favorable aux opérations. Le Quartier-Général a pris place dans la base opérationnelle avancée Nijrab, en Kapisa. Par ailleurs, le dispositif a été renforcé de plusieurs compagnies de combat de manière à accroître le volume de force combattante disponible dans les trois bases opérationnelles avancées (FOB).
Effectifs au 1er novembre 2009 : environ 3 000 personnels.

#### Opération Pamir avant le1ernovembre 2009

##### Unités déployées au sein de laRégion de Commandement - Capitale(RC-C) de Kaboul
L'essentiel des forces terrestres françaises était déployé au sein de ce commandement régional, commandé à tour de rôle par la France, l'Italie et la Turquie : le RC-C a pris la suite de la brigade multinationale de Kaboul, au sein de laquelle la France avait déjà déployé des troupes. Il dispose de trois bataillons : un italien dans le secteur Ouest, un turc dans le secteur Sud et un français dans le secteur Nord, district de Surobi.
La France a pris le commandement du RC-C le 6 août 2008 et l'a quitté le 31 octobre 2009. Ce commandement a été accompagné par la prise de contrôle par le RC-C d’une zone supplémentaire, le secteur Est dit "Combined Joint Operational Area" (CJOA) qui couvre le district de Surobi (carte). Le dispositif terrestre du RC-C a été donc renforcé à cette occasion (augmentation du BatFra et création du BCS) avec environ 400 militaires supplémentaires.
La contribution française comprenait 1 600 militaires, répartis entre :
- Un état-major, commandé par le général français Marcel Druart[64]

L’état-major compte 135 personnes de 12 nationalités différentes, dont 85 français.
- Bataillon de commandement et de soutien commandé par le colonel Thierry Lasserre

Le BCS a pour vocation d'assurer le soutien logistique des unités françaises en Afghanistan : BatFra, GTIA Kapisa, OMLT ; assuré par un pont aérien pouvant aller transporter 350 tonnes en une semaine.
Effectifs : 416 personnels (14 juillet 2009).
- Les militaires français insérés dans les états-majors de Kaboul

En moyenne plus d'une vingtaine de militaires français sont insérés dans chaque structure de commandement de l'ISAF comme le HQ ISAF (dont le chef d'état-major en 2009/2010 et le chef J5), comme au NTM-A ou à l'IJC (ISAF joint command) dont le DCOM a été jusque fin 2010 un général français. Depuis l'été 2010 un détachement de plus de 170 militaires, officiers, sous officiers et militaires du rang du CRR-FR (corps de réaction rapide France de Lille) arment de nombreux postes à l'IJC. Ce détachement est multinational et la France devient la nation la plus représentée de l'IJC.
- Bataillon français de Kaboul (BatFra)

Basé en partie au camp de Warehouse (Kaboul), il est composé d'un groupement tactique interarmes à 3 compagnies d'infanterie, un escadron de reconnaissance et d'investigation, une compagnie de génie et une batterie de mortiers lourds.
Issus désormais d’unités de la 6e brigade légère blindée (Nîmes), le BATFRA comprend une unité de commandement et de logistique, trois compagnies d’infanterie du 2e régiment étranger d’infanterie, un escadron de recherche et d’investigation du 1er régiment étranger de cavalerie (Orange), une compagnie du 1er régiment étranger de génie (Nîmes) et une batterie d’appui mortiers du 3e régiment d’artillerie de marine (Canjuers).
Effectifs : 1 000.
- Détachement hélicoptères (BATTHELICO), 11 hélicoptères

Détachement interarmées comprenant 5 hélicoptères de transport tactique (3 EC-725 Caracal et 2 AS-532 Cougar), 3 hélicoptères de reconnaissance Gazelle-Viviane et 3 hélicoptères de combat EC-665 Tigre basée à l'aéroport international de Kaboul.
Effectifs : 150 (octobre 2009).

##### Unités déployées au sein de la Région de Commandement - Est (RC-E)
La France fournit depuis le 9 août 2008 un Groupement tactique interarmes (GTIA, appelé Task Force par les Américains) au RC-E sous commandement américain en Kapisa. Le GTIA Kapisa assure des missions de contrôle de zone aux côtés de l’armée nationale afghane.
- Groupement tactique interarmes de Kapisa

Le GTIA Kapisa est un bataillon léger à 3 compagnies d'infanterie installé sur deux bases (FOB) : Nijrab et Tagab.
Les compagnies sont également appelées sous-groupement tactique interarmes ou SGTIA. (Une compagnie renforcée + leurs appuis).
Les effectifs du GTIA Kapisa se situent entre 650 et 750 militaires.
Depuis la relève de la Task Force (TF) Korrigan par la TF Black rock en décembre 2009, cette unité est armée par des soldats des 13e bataillon de chasseurs alpins, 2e régiment étranger de génie (1 compagnie), 93e régiment d'artillerie de montagne (2 batteries), 48e RT (1 groupe) et 4e régiment de chasseurs (1 peloton blindé), ainsi que du 7e régiment du matériel, appartenant principalement à la 27e brigade d'infanterie de montagne.

#### Opération Pamir à compter du1ernovembre 2009

##### Évolution du dispositif au2esemestre2009

###### Réorganisation du dispositif
La France a quitté le commandement du Regional Command Capital (RC-C) le 31 octobre 2009 après l'avoir transféré aux Turcs. La France réorganise son dispositif (à effectifs constants, mais des bascules entre Pamir et Héraclès sont possibles):
- bascule de responsabilité de la zone "CJOA" (Combined Joint Operational Area, qui correspond au district de Surobi) de la responsabilité du RC-C au RC-E. Les deux GTIA (GTIA Kapisa et BatFra) se retrouveraient ainsi au RC-E.
- Création de la brigade La Fayette, une Task Force (de niveau brigade) unique sous commandement américain, qui commanderait les deux GTIA.
- Augmentation de la taille des GTIA, par l'adjonction d'une compagnie d'infanterie supplémentaire pour chacun.
- Diminution du volume de la composante navale de Héraclès (participation française à l'Opération Enduring Freedom)[70].

Par ailleurs, les deux sous-groupements tactiques interarmes (S/GTIA) sont de composition identique (alors que le BATFRA alignait près de 100 soldats de plus que le GTIA Kapisa), avec chacun un peloton d'AMX-10RCR, ainsi que des pelotons d'appui direct (PAD) à base de VB2L et de VAB T20-13.

###### Matériel supplémentaire

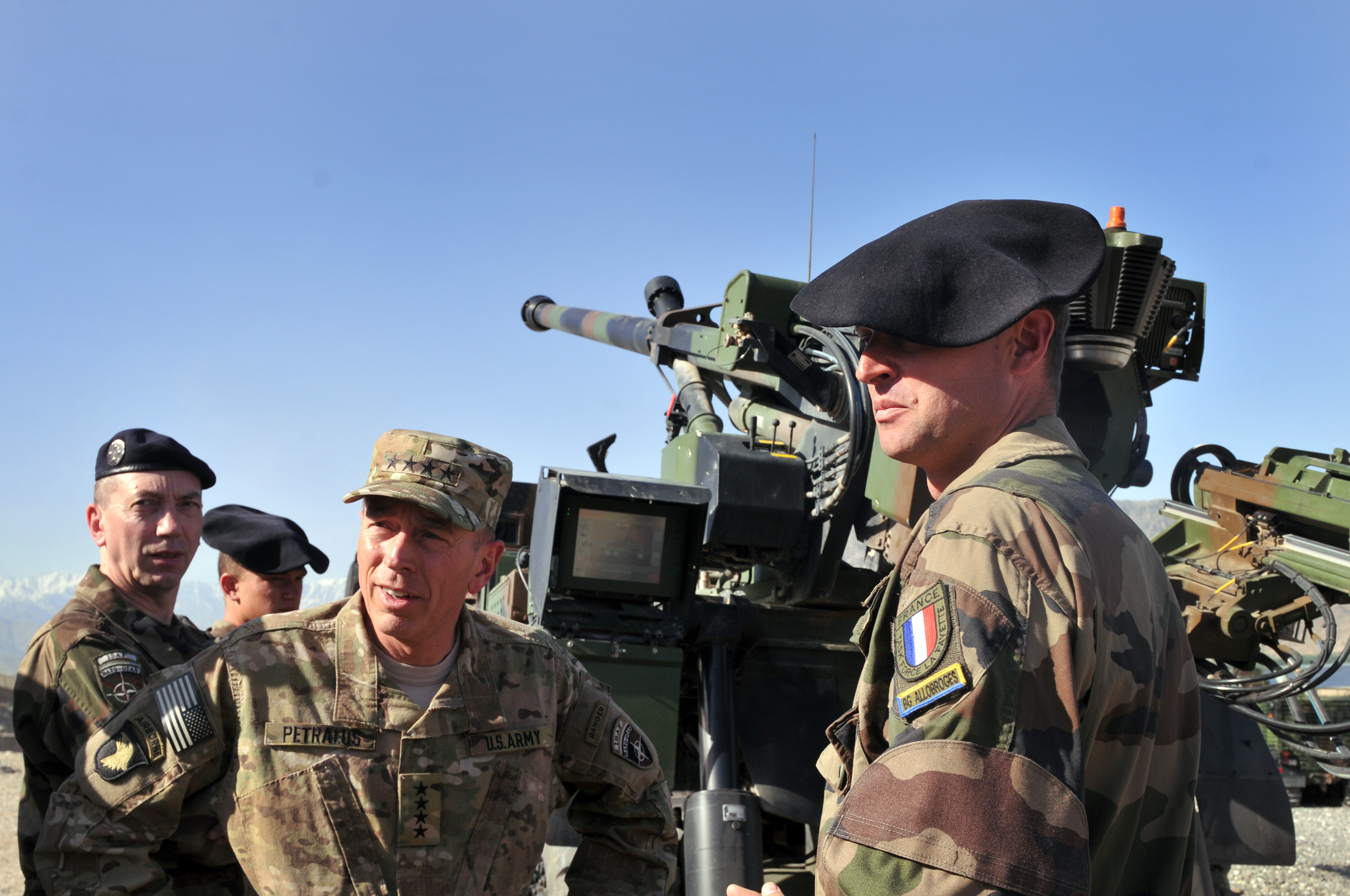
Le général David H. Petraeus avec des hommes du 7e bataillon de chasseurs alpins devant une pièce d'artillerie Caesar en avril 2011.

- À partir de l'été 2009, renforcement du détachement hélicoptères par l'envoi de 3 hélicoptères d'attaque EC-665 Tigre et 2 hélicoptères de transport AS-532 Cougar de l'Aviation légère de l'Armée de terre[72], faisant alors passer à 11 le nombre d'hélicoptères français. L'envoi d'un 3e Cougar à l'été 2010 a fait passer ce chiffre à 12 avec 3 appareils par type mais l'accident d'une Gazelle le 3 novembre 2010 à refait passer ce chiffre à 11[34]. Fin 2011, il y a 16 hélicoptères sur zone dont 4 Tigre et 5 Gazelle Viviane[73].
- 8 canons Caesar de 155 mm[74] sont déployés depuis l'été 2009. Ils sont utilisés en base feu, soit 2 par FOB, et 2 en réserve à Kaboul. Les mortiers tractés MO 120 RT de 120 mm continuent à accompagner les troupes lors de leurs opérations.
- Annonce d'un possible achat de 76 postes de tirs et de 380 missiles antichar FGM-148 Javelin en 2009 en remplacement du missile Milan[75]. Confirmation de ce contrat en février 2010 pour une livraison avant la fin de l'année[76] mais celui-ci n'a été perçu qu'en avril 2011 et, début septembre 2011, n'a pas encore été utilisé au combat.
- 6 camions-citernes blindés CCP10 depuis février 2010.
- Des lance-grenades automatiques (LGA) de marque HK ont été achetés en UO (Urgence Opération), une partie est montée sur les VAB-Top.
- Des LEMIR (leurres massiques mécaniques infrarouges) sont déployés (16) pour être placés à l'avant des VAB de tête des convois logistiques.

##### Opération Avalon
Du 14 au 19 novembre 2009, dans le cadre de la réorganisation de la Brigade La Fayette, en Saroubi et Kapisa.

##### La brigade La Fayette
La brigade La Fayette (ou Task force La Fayette) est une unité interarmes et interarmés de circonstance des forces françaises en Afghanistan qui a été officiellement créée le 1er novembre 2009 dans le cadre de la profonde réorganisation du dispositif français. La majorité des unités de l'Armée de terre a basculé vers la zone de Kapisa et de Surobi. C'est l'élément clef du dispositif français. Elle était armée par plus de 2 800 militaires. Elle est dissoute le 25 novembre 2012.
La brigade regroupe : le Détachement hélicoptères (DETHELICO) qui devient le bataillon hélicoptères (BATHELICO ou Task force Mousquetaire) et le BCS (leurs effectifs et leurs emplacements restent inchangés), et les GTIA Surobi (constitué en partie de l'ancien BatFra) et Kapisa, chacun renforcé d'une compagnie. L'état-major migre sur la FOB de Nijrab en Kapisa.

#### OMLT
Les OMLT (Operational Mentoring and Liaison Teams) sont de petites équipes de cadres et de spécialistes, dont le rôle est de conseiller (mentoring en anglais) des commandements d'unités tactiques (bataillon, brigade, corps) de l'armée nationale afghane (ANA) pour développer l’instruction et l’entraînement et permettre à ces unités de bénéficier des appuis (feu, aérien, renseignement) directs de l'ISAF lorsqu'elles sont engagées au combat.
La France fournit jusqu’à 400 militaires au sein de 7 OMLT,.
Les équipes OMLT sont placées sous commandement opérationnel afghan, car elles doivent accompagner les Kandaks (bataillons) afghans qu'elles forment où qu'elles aillent. Ainsi une équipe OMLT française fut déployée dans la province de Kandahar avec son Kandak au cours de l'été 2008 et une OMLT et son Kandak furent déployées dans la province d'Helmand en 2010 (janvier à avril normalement) pour participer à l'opération Mushtarak.
7 équipes au sein du 201e corps d'armée de l'ANA en Kapisa et Surobi :
- 1 OMLT commandement auprès de l'état-major du 201e corps d'armée et de celui de la 1re brigade (qui appartient au 201e corps)
- 4 OMLT auprès d'un bataillon (kandak) d'infanterie de la 1re brigade
- 1 OMLT auprès d'un kandak appui de la 1re brigade
- 1 OMLT auprès d'un kandak logistique de la 1re brigade

Les OMLT sont souvent considérées comme des unités « non-combattantes », pourtant elles sont engagées dans toutes les opérations de leur Kandak et participent à chaque accrochage. À ce jour on compte 9 tués au cours des différents mandats OMLT français dont 8 ont été tués au combat. On voit donc mal comment on pourrait considérer une équipe OMLT comme une unité « non-combattante ».
Fin 2011, on assiste à une forte baisse des effectifs des OMLT. L'armée française estime que l'ANA et l'ANP sont, dans sa zone, des forces matures.

#### Opération Épidote

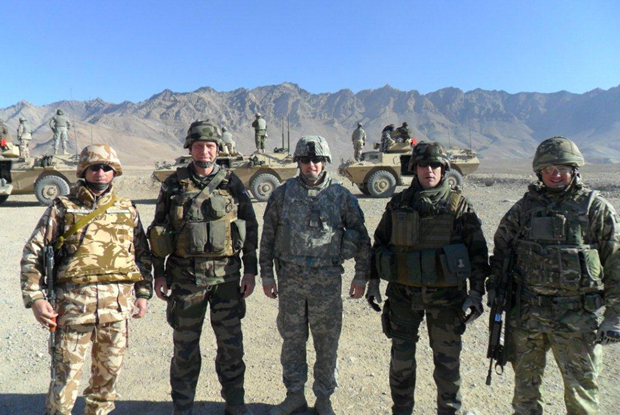
De gauche à droite : Un lieutenant-colonel roumain, un Lt. Col français de l'arme blindée et cavalerie, un major américain, un autre Lt. Col français, et un capitaine de la British Army à l'école de la branche blindée de l’ANA en janvier 2012.

Contrairement à l'opération Pamir, qui regroupe la participation à la force internationale d'assistance et de sécurité, sous le commandement de l'OTAN, Épidote est une opération qui regroupe la participation française à la mission d'instruction de l'armée afghane de l'opération Enduring Freedom, sous commandement américain.

##### Détachement "Épidote"
Le détachement de formation Épidote est chargé de la formation de base des officiers de l'armée nationale afghane. Initialement (en 2002) chargé de la formation (« recyclage ») de 3 des 6 premiers bataillons d'infanterie des 2 brigades légères du corps d'armée central de Kaboul (CCK), il a évolué et se partage entre :
- la formation de certains cours du Command and staff college (CSC),
- des Détachements d'instruction opérationnelle (DIO) qui encadrent des cours dans les domaines du renseignement et de l'administration,
- la participation à la formation au sein de l’école logistique.

Ses effectifs sont d'environ 60 militaires. Épidote aurait formé, en 2009, au total plus de 5 000 officiers afghans.
Les instructeurs français d'Épidote ne viennent pas d'une unité spécifique.

##### Détachement "Commando School"
Une vingtaine d'instructeurs des forces spéciales assurent, aux côtés d'une cinquantaine d'instructeurs américains et d'une centaine d'instructeurs afghans, l'entrainement de 6 bataillons (kandaks) de commandos afghans. Avec 20 instructeurs américains, les Français ont dans un premier temps formé une centaine de cadres, puis la formation des kandaks a démarré à la mi-mai 2008, par des stages de trois mois, chaque stage étant suivi par 700 stagiaires. Mi-2008, au moins 2 kandaks commandos ont été formés et la formation d'un troisième a été entamée, soit 1800 soldats,.
Le 31 décembre 2008, les nouveaux commandos du kandak numéro 6 ont achevé leur formation. Les 6 kandaks initialement prévus ont donc été formés, soit environ 3700 commandos, mais devant le succès de l'opération il a été décidé de prolonger la mission de la Commando School qui continue donc de former des kandaks de commandos afghans.

### Armée de l'air

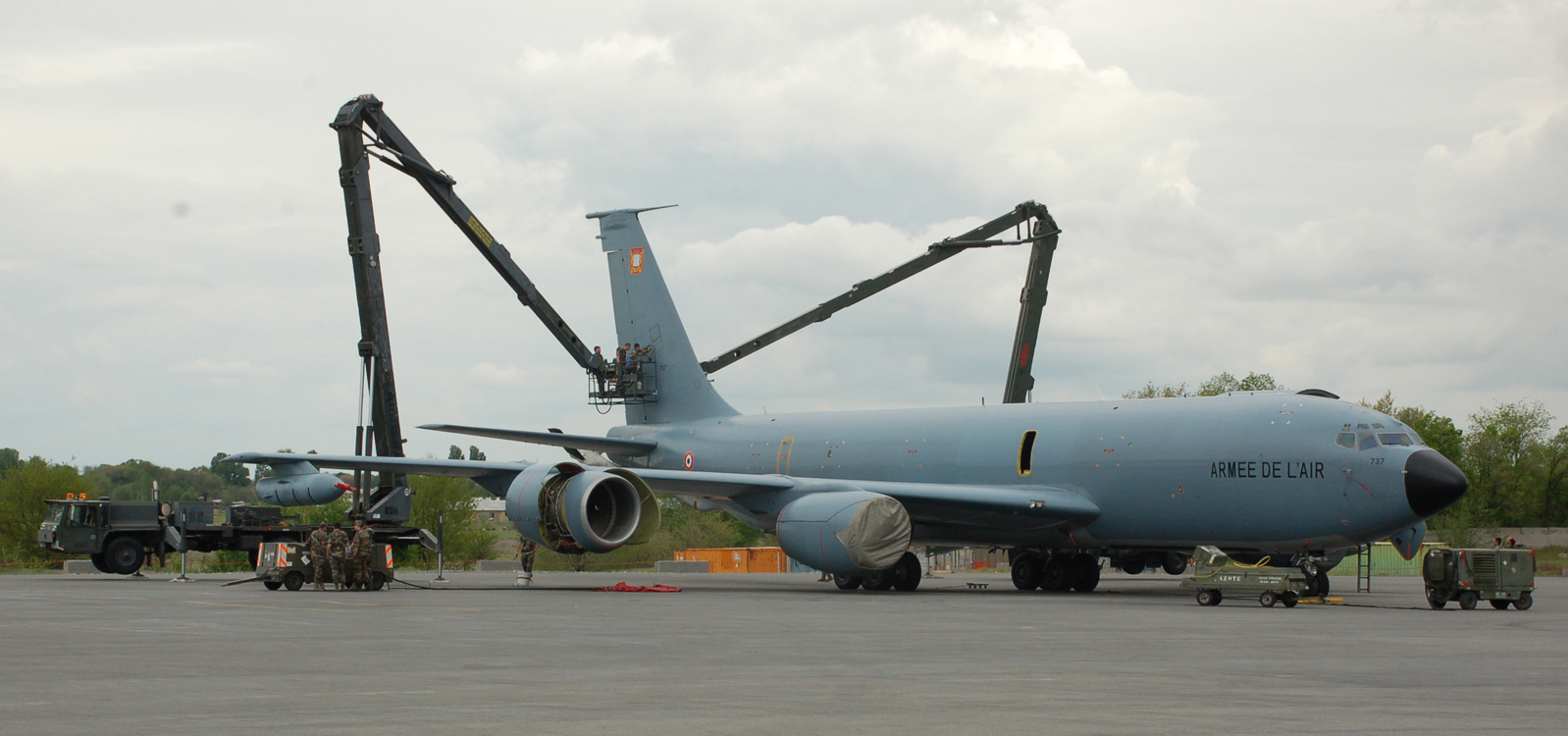
Un C-135FR en cours de maintenance sur la base aérienne de Manas en 2009.

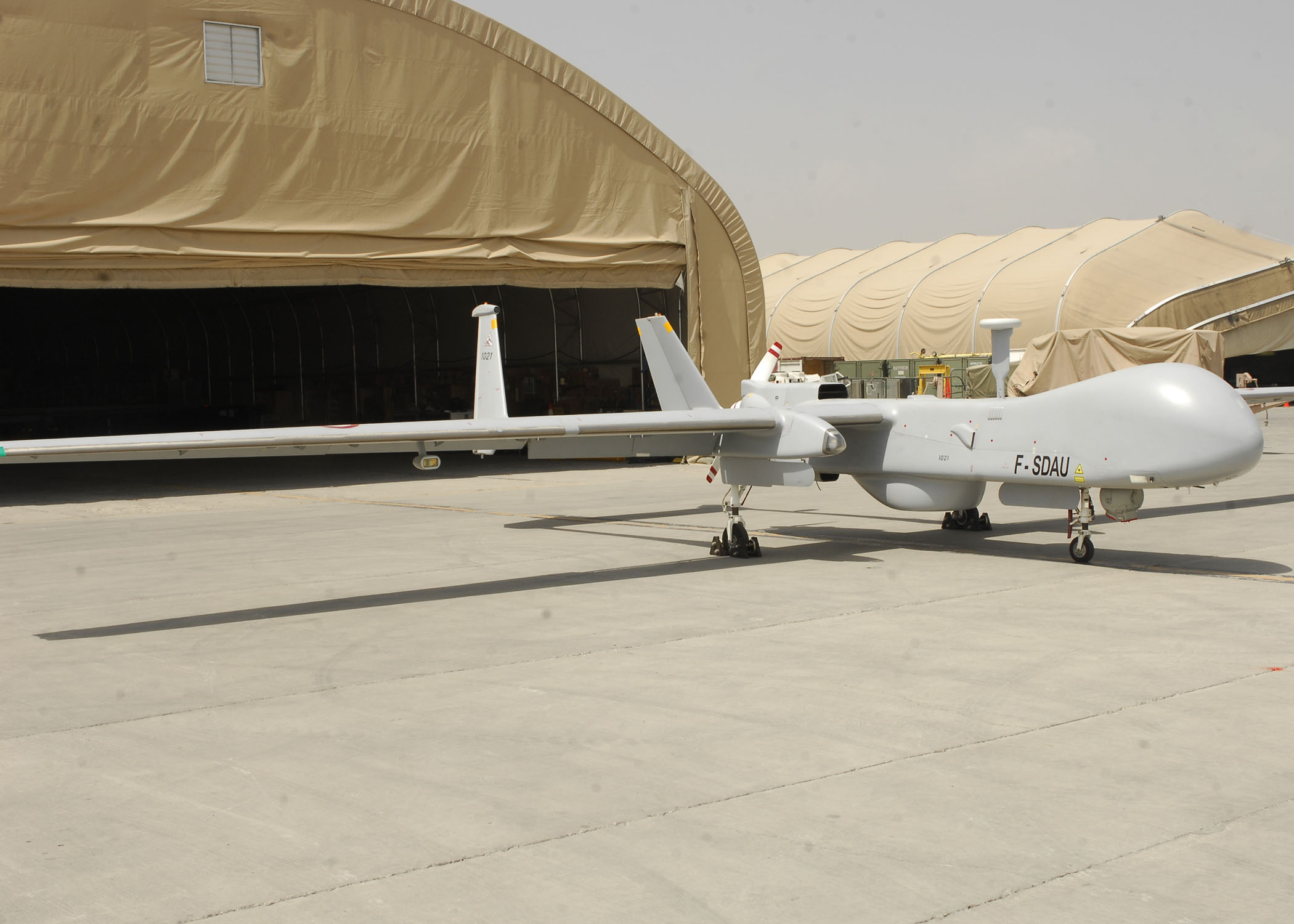
Un drone Harfang en Afghanistan.

En avril 2009, 334 militaires de l'armée de l'air française sont présents en Afghanistan, et arment les moyens suivants :
- 6 avions de combat à Kandahar depuis septembre 2007 (la Chasse a armé d'autres détachements en 2002, 2004 et en permanence à partir de 2005 à Manas, Duschambe puis Kandahar) : 3 Mirage FICR qui ont succédé le 20 mai 2009 aux 3 Rafale présents depuis 2007, et 3 Mirage 2000D présents depuis 2005[86] (Escadron de chasse 01003 Navarre, 02003 Champagne et 03003 Ardennes). Les 3 derniers M2000D (depuis juin 2011) sont rapatriés le 10 juillet 2012[87]
- 1 hélicoptères Caracal à l'aéroport international de Kaboul, au sein du Détachement hélicoptères de l'Armée de terre.
- 2 drones Harfang, sur les trois déployés à l'origine à Bagram depuis le 3 février 2009 (1er vol le 18 février[88]), servis par 25 personnes[89]. Un de ces appareils a été rapatrié à la suite d'un incident début avril 2009[90]. En mi-février 2012, les 2 Harfang présent en Afghanistan sont rapatriés après avoir effectué plus de 500 missions et de 5 000 heures de vol sur ce théâtre d'opérations[91].

172 autres militaires de l'armée de l'air sont, en avril 2009, sur un aéroport à Douchanbé au Tadjikistan servant de base logistique avec un groupe de transport opérationnel et deux C-160 Transall ainsi que, depuis octobre 2009, un ravitailleur KC-135.
35 militaires ainsi qu'un ravitailleur C-135FR, ont été présents sur la base aérienne de Manas jusqu'en début octobre 2009, qui a été ouverte au Kirghizistan, à 90 minutes de vol de l'Afghanistan, en décembre 2001. En février 2009, le président Kourmanbek Bakiev avait annoncé sa fermeture, mais un accord financier a été trouvé le 23 juin 2009 qui ne comprenait pas les détachements français et espagnols qui ont quitté le site. Le ravitailleur a été transféré à Douchanbé.
Au total, en juillet 2012, les avions de l’armée de l’Air ont réalisé 9000 sorties aériennes, représentant plus de 40 000 heures de vol et 12 700 ravitaillements en vol. Ils sont intervenus 1500 fois au profit des troupes au sol engagées dans des TIC (Troops in contact), avec 1300 show of presence (un passage basse altitude pour dissuader les assaillants) et plus de 450 larguages de munitions (AASM, canon, bombes). Au bilan, ce seront également plus de 30 000 point d'intérêt qui auront été surveillés par les systèmes optroniques des Mirage 2000D lors des missions de protection et de surveillance au profit des forces terrestres.

### Gendarmerie
150 gendarmes français soit deux escadrons gendarmerie mobile sont déployés depuis le 16 novembre 2009 pour former la police nationale afghane pour des missions de six mois dans la province de Kapisa et de Saroubi ; chaque gendarme est doté d'un gilet pare-balles de 17 kilos. S'y ajoute le poids des équipements de combat et du casque, soit un total de plus de 30 kilos. Dans le paquetage figure aussi une arme spécialement acquise pour cet engagement, le fusil allemand HK G36, en remplacement du Famas jugé peu adapté. Leurs véhicules sont des véhicules de l'avant blindé,, ; le ministre français des Affaires étrangères, Bernard Kouchner, proposa début 2009 qu'ils soient incorporés dans un contingent de 400 à 500 membres de la force de gendarmerie européenne.
De décembre 2009 à avril 2011, des gendarmes français (43 en mars 2011) ainsi que des officiers espagnols, néerlandais et polonais, sous le mandat de cette force, opèrent dans le centre de formation de l'Afghan National Civil Order Police à Mazâr-e Charîf. À la fermeture du site, le 26 avril 2012, environ 30 gendarmes étaient sur place.

### Logistique
Le Service des essences des armées est chargé de l'exploitation du dépôt de carburants situé sur l'aéroport international de Kaboul (KAIA) et du ravitaillement du Camp Warehouse depuis 2006.
Le 1er bataillon de commandement et de soutien en Afghanistan a opéré dans des conditions difficiles en 2008 lorsqu'il a procédé à l'installation et au ravitaillement de la Task Force 700.
Entre juin et juillet 2008, dans la phase initiale de cette opération, ce bataillon a dû procéder à des convois logistiques opérés par des vecteurs logistiques non blindés, sur un axe Kaboul-Bagram-Nijrab tenu par l'ennemi et aux voies non goudronnées, à un rythme de deux rotations complètes par jour. Cette mission fut conduite avec peu de moyens, notamment en matière de suivi, le commandant ne disposant que de peu de visibilité sur la position et l'état de ses forces durant les convois.
Le mois de juillet 2008 vit une plus forte intégration du dispositif logistique sur le plan tactique et plusieurs actions de combat menées par le régiment dans le cadre de sa mission. L'organisation des flux logistiques, alors gérée avec les Turcs, se révèle complexe. L'arrivée du général Michel Stollsteiner à Camp Warehouse, où il prend la tête du Région de Commandement - Capitale, signe l'apparition tant attendue d'un appui aérien pour protéger les convois français.
Avec la montée en puissance du dispositif, chaque convoi aligne six vecteurs logistiques non blindés, une dizaine de VAB dont un VAB JTAC disposant d'un canon de 20 mm et une section d'infanterie. Ce convoi représente un total de 140 hommes tous sous le commandement d'un seul chef, ce qui facilite la coordination et la prise de décision. Le 1er BCS travaillait avec un partenaire local privé Pamir Car, pour l'ensemble du transport par camion, une autre source de complexité dans la gestion du dispositif.
En 2010, un convoi logistique ravitaillant la brigade Lafayette mobilise sur une période de 12h deux sous-GTIA, deux compagnies de l'armée afghane et des équipes de déminage.

### Forces spéciales et contre-espionnage
Un nombre de plus en plus important de membres du Commandement des Opérations Spéciales sont déployés en Afghanistan en 2009. voici leurs effectifs (d'après Jean Marc Tanguy dans le Hors série Raids no 35) :
- 22 membres du 13e régiment de dragons parachutistes (renseignement)
- 20 membres ou plus du 4e régiment d'hélicoptères des forces spéciales (aéromobilité)
- Plusieurs membres du Commando parachutiste de l'Air n°10 (guidage des appuis)
- 20 commandos de diverses unités pour la formation des FS afghanes Opération Epidote (formation)
- 30 membres du 1er régiment de parachutistes d'infanterie de marine déployés courant octobre 2009 (mission inconnue)

La Direction de la Protection et de la Sécurité de la défense a un peu moins de 5 % de son effectif travaillant en Afghanistan contrôlant, entre autres, les 1 600 afghans employés par l'armée française en 2011.

### Forces présentes en 2013
Fin 2013, le dispositif militaire français engagé dans le cadre des opérations en Afghanistan est armé par environ 500 militaires qui opèrent sur le territoire afghan et depuis le Tadjikistan. Les militaires engagés dans les opérations en Afghanistan assurent la poursuite de l’engagement français en Afghanistan jusqu’à la fin de la mission de l’ISAF en 2014.
Ils assurent les missions suivantes :
- Assurer des missions de conseil et de formation aux forces de sécurité afghanes (opération Épidote).
- Assurer le fonctionnement de l’hôpital médico-chirurgical (HMC de type rôle 3) assurant une mission de soutien santé dans tous les domaines de spécialité.
- Assurer le commandement de l’aéroport international de Kaboul (KAIA).
- Assurer le commandement du laboratoire européen contre-IED.
- Participer aux fonctions d’état-major au sein des structures de l’ISAF (opération Pamir).

### Forces présentes en 2014
À la fin janvier 2014, le nombre de militaires français sur zone se situe entre 300 et 400 dont 205 au service de l'OTAN. À la fin de l'année, il reste 150 personnes.

## Liste des généraux français ayant assuré un commandement
|    | Nom                          | Début           | Fin               | Commandement                                                                             |
| -- | ---------------------------- | --------------- | ----------------- | ---------------------------------------------------------------------------------------- |
| 1. | Général Jean-Louis Py        | 6 août 2004     | 6 février 2005    | Force internationale d'assistance et de sécurité                                         |
| 2. | Général général Frank Le Bot | 6 août 2006     | 6 avril 2007      | Région de Commandement - Capitale                                                        |
| 3. | Général Michel Stollsteiner  | 6 août 2008     | 10 juillet 2009   | Région de Commandement - Capitale                                                        |
| 4. | Général Marcel Druart        | 10 juillet 2009 | 1er novembre 2009 | Région de Commandement - Capitale prend ensuite le commandement de la brigade La Fayette |

## Quelques éléments

### Statistiques pour 2008
Selon le chef d'état-major de l'Armée de terre, en 2008, les forces françaises ont consommé 400 000 cartouches de petit calibre, 6 000 obus de 20 mm et un millier d'obus de mortier de 120 mm, et largué environ 160 bombes par avion. Il y a eu une quarantaine d'accrochages ayant fait douze morts et une soixantaine de blessés dans les rangs français.
Entre septembre 2007 et août 2008, près de 107 millions d’euros qui ont été investis au profit du surblindage de véhicules, qu’ils soient de combat ou logistiques, de la protection des tireurs 12,7 des VAB, des moyens de vision et d’identification nocturne des combattants, de l’amélioration des FA-MAS, des moyens de transmission des contrôleurs air avancés, ainsi que de l’habillement et du paquetage du combattant.

### Récapitulatif des effectifs en 2010
| Composante                        | Effectifs |
| --------------------------------- | --------- |
| Brigade La Fayette                | 2800      |
| État-Major                        | 150       |
| GTIA Kapissa                      | 800       |
| GTIA Surobi                       | 800       |
| BATHELICO                         | 150       |
| BCS                               | 450       |
| Formation et mentoring de l'ANA   | 500       |
| OMLT                              | 400       |
| Epidote                           | 70        |
| "Commando School"                 | 20        |
| Armée de l'Air (hors TFLF)        | 500       |
| Afghanistan (Kandahar et Bagram)  | 300       |
| Tadjikistan (Douchanbé)           | 200       |
| TOTAL (Chiffre officiel de l'EMA) | 4000      |

Ces chiffres sont approximatifs et, pour la plupart, basés sur des estimations.
D'autre part, la brigade La Fayette compte des militaires de l'armée de l'air dans ses rangs qui sont intégrés au sein des différentes composantes (ex : un Caracal du BATHELICO provient de l'EH 1/67 de l'armée de l'air).
À ces chiffres doivent s'ajouter 150 gendarmes.

### Récapitulatif du matériel engagé
En début octobre 2011, on comptabilisait les matériels suivant engagé en Afghanistan et Tadjikistan :
- 3 Mirage 2000D
- 1 C135 ravitailleur en vol
- 20 Petits Véhicules Protégé
- 40 VBL/VB2L
- 12 AMX-10 RC
- 8 VBCI
- 6 camions équipé d'un système d'artillerie
- 10 Aravis (sur 11 fin 2010)
- 381 Véhicules de l'avant blindé
- 60 camions
- 2 Buffalo (MPCV)
- 19 engins du génie
- 2 hélicoptères Tigre
- 1 hélicoptères Eurocopter AS532 Cougar
- 1 hélicoptères EurocopterEC725 Caracal

## Pertes
La France a perdu, au 5 août 2013, 89 militaires dans ces opérations (combat, accident, autres causes) dont 4 membres des Commando marine,, 12 légionnaires, et compte, au 19 mai 2010, 471 blessés, dont 408 blessés (parmi lesquels 338 blessés au combat) avaient été décomptés jusqu'à la fin 2010;
Entre 2005 et janvier 2010, 300 blessés, dont 155 en 2009 sont dénombrés. Au 14 mai 2010, on comptabilise 41 blessés lors de combats en 2009 (on le voit, les chiffres varient fortement selon les sources) et 33 depuis le début de 2010. Sur ces 74 blessés au combat, 19 ont fait l'objet d'une évacuation stratégique vers la France à bord d'avions médicalisés. Plus de la moitié de ces blessés ont été victimes d'engins explosifs improvisés.
Le service de santé des armées annonce que 222 militaires ont été blessés en 2010, 281 en 2011, 159 en 2012 et 45 en 2013. Sur 450 blessés en Afghanistan entre 2010 et 2012, 67 % étaient touchés aux membres, 55 % à la tête; 42 % au tronc. 42 % ont été rapatriés en France, et 40 % ont présenté un état de stress post-traumatique (TSPT). 461 cas de PTSD ont été recensés au total en mi-2014 en rapport avec ce théâtre d'opérations.
| Année | Faits de guerre | Autres | Total |
| ----- | --------------- | ------ | ----- |
| 2004  | 0               | 3      | 3     |
| 2005  | 1               | 1      | 2     |
| 2006  | 6               | 0      | 6     |
| 2007  | 2               | 1      | 3     |
| 2008  | 10              | 1      | 11    |
| 2009  | 6               | 5      | 11    |
| 2010  | 14              | 2      | 16    |
| 2011  | 21              | 5      | 26    |
| 2012  | 10              | 0      | 10    |
| 2013  | 0               | 1      | 1     |
| Total | 70              | 19     | 89    |

## Coût financier
En 2009, le coût annuel des opérations est de 450 millions d'euros, ce qui représente près de la moitié des 870 millions d'euros consacrés aux forces françaises hors de la métropole. En 2010, celui-ci est estimé à 470 millions d'euros, soit 54 % des 867 millions d'euros consacrés aux opérations extérieures (OPEX). En 2011, elle est estimée à 522 millions et en 2012 à 493 millions d'euros.

## Galerie photographique

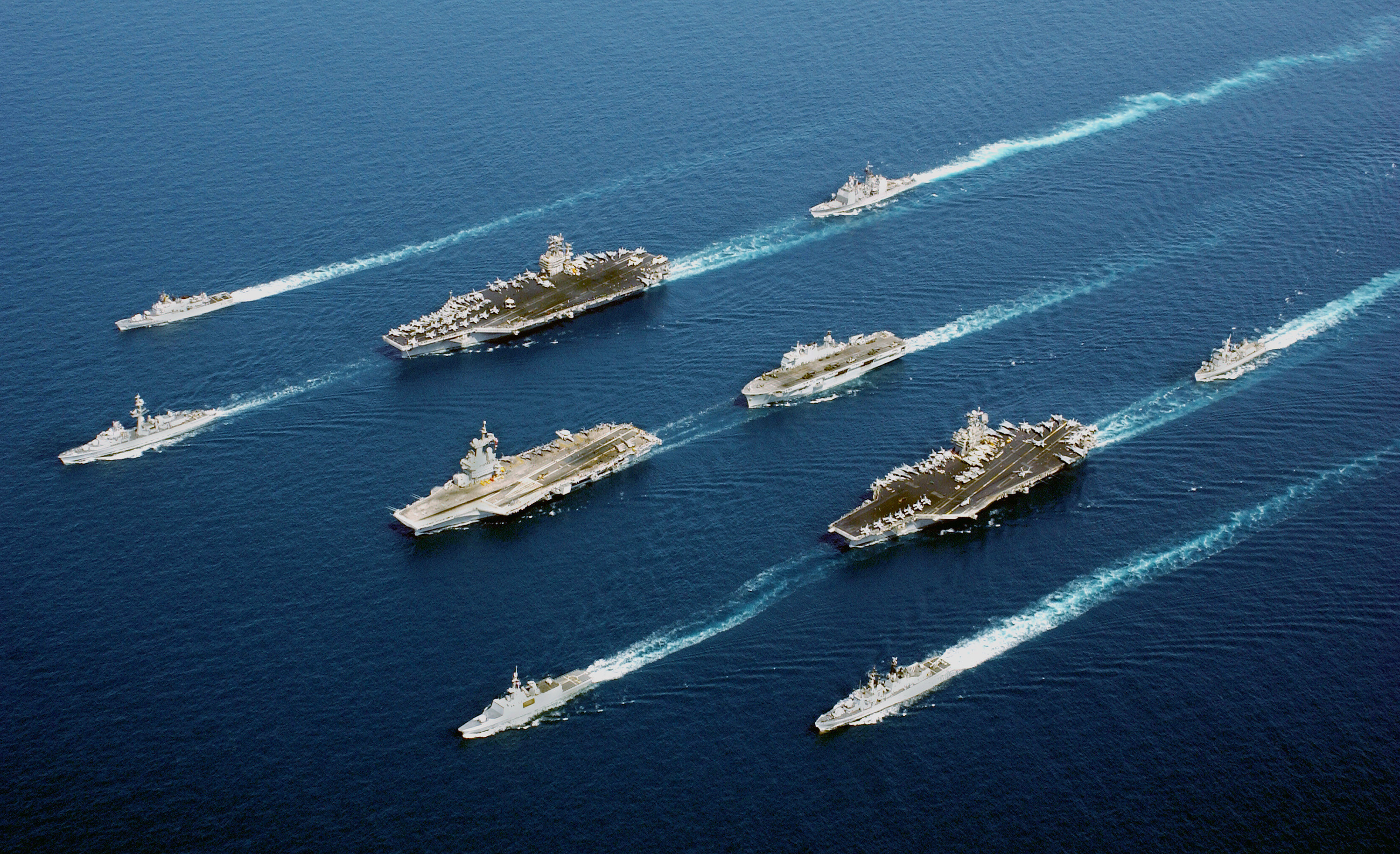
Bâtiments de cinq nations engagées dans l'opération Enduring Freedom en mer d'Arabie. En quatre colonnes, d'en haut à gauche à en bas à droite : Maestrale, De Grasse, John C. Stennis, Port Royal, Charles de Gaulle, Ocean, Surcouf, John F. Kennedy, Van Amstel et Luigi Durand de la Penne (18 avril 2002).
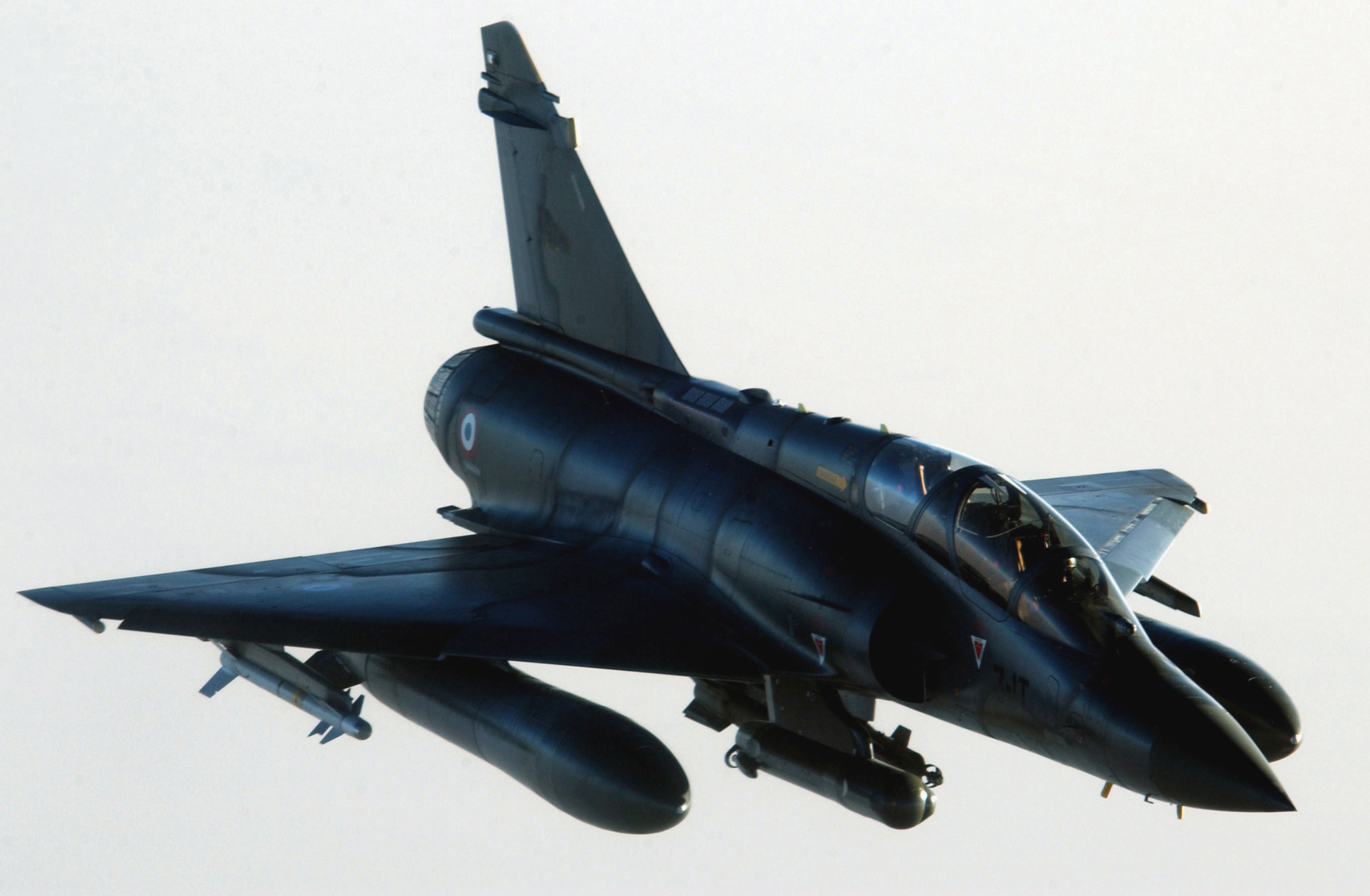
Un Mirage 2000D de l'escadron de chasse 3/3 Ardennes en 2002.
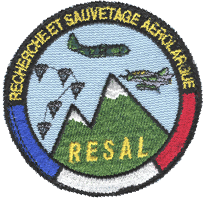
Badge de l'unité RESAL de 2002.
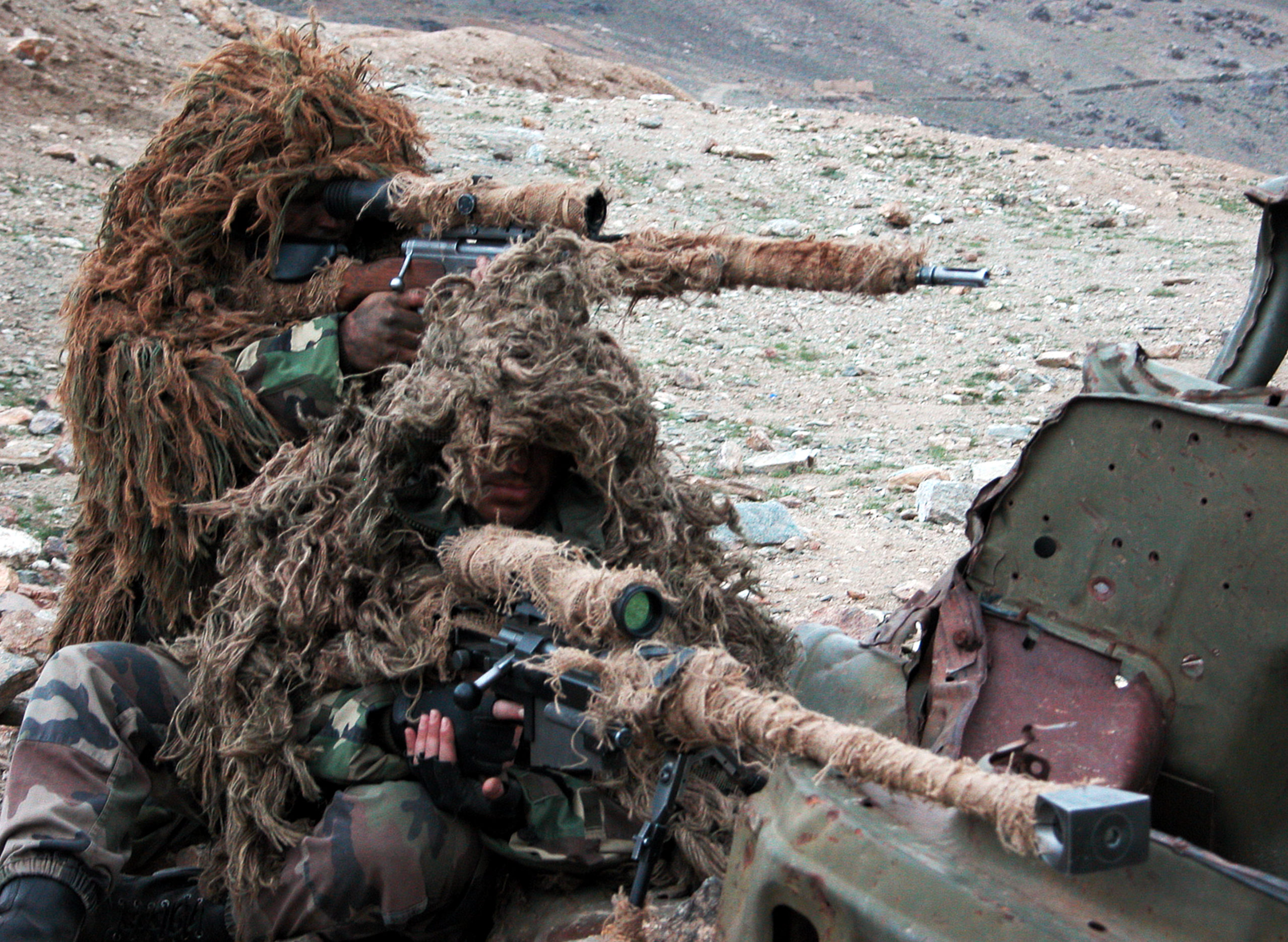
Tireurs d'élite du 2e régiment étranger d'infanterie équipés d'un PGM Hécate II et d'un FR-F2 en Afghanistan en 2005
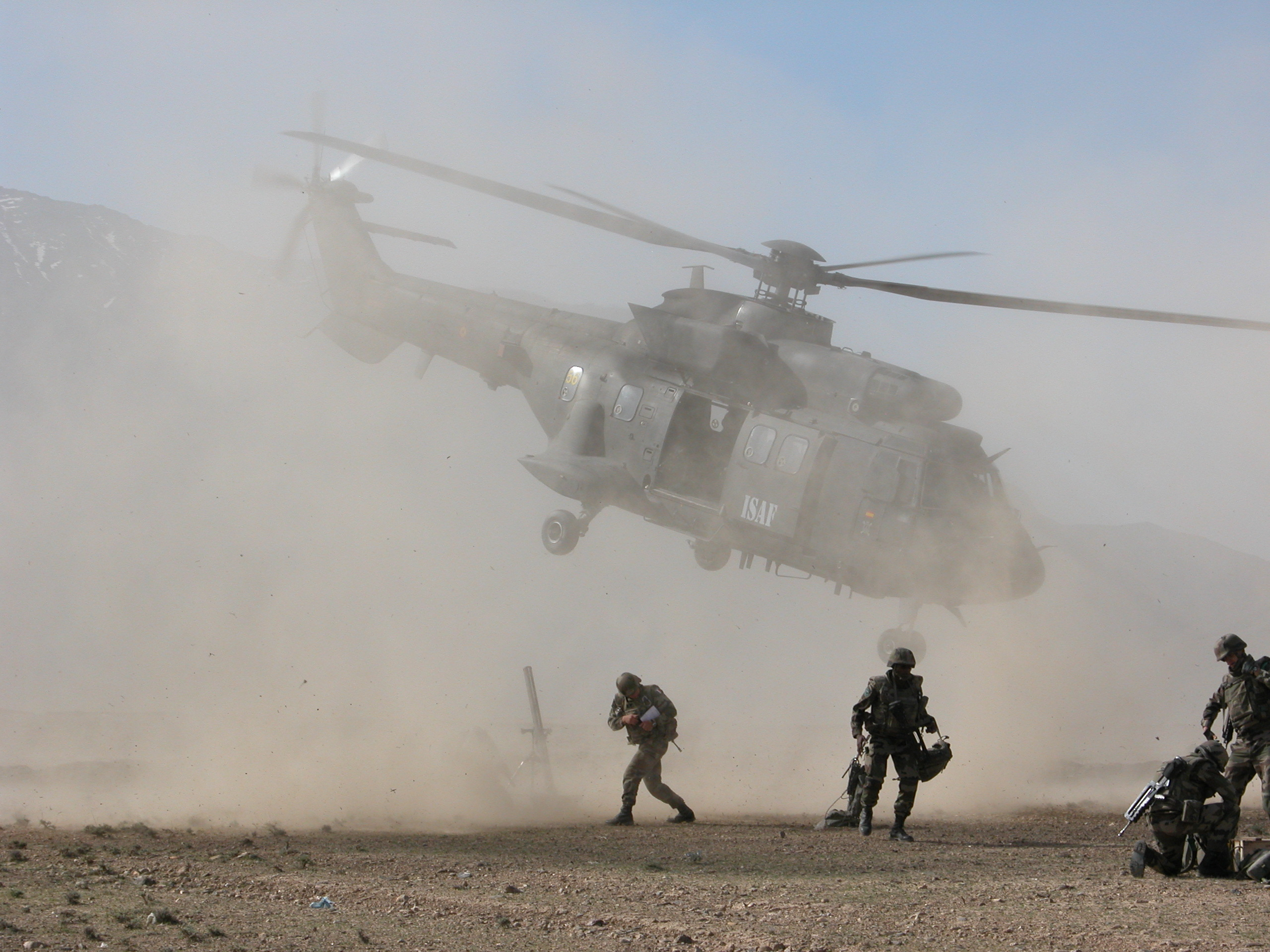
Cougar de l'armée espagnole avec des légionnaires du 2e régiment étranger d'infanterie en 2005.
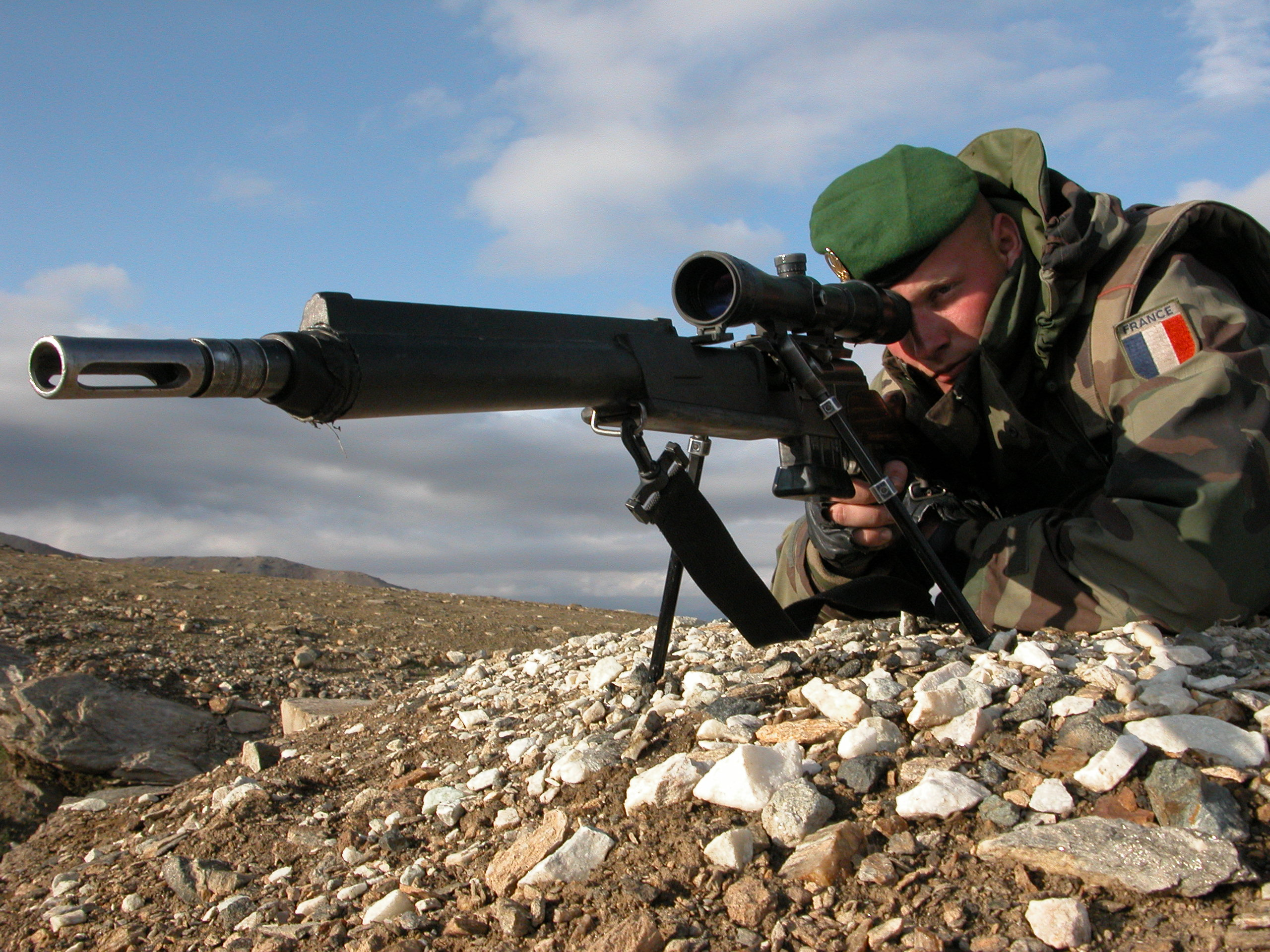
Tireur de précision de la Légion étrangère en 2005.
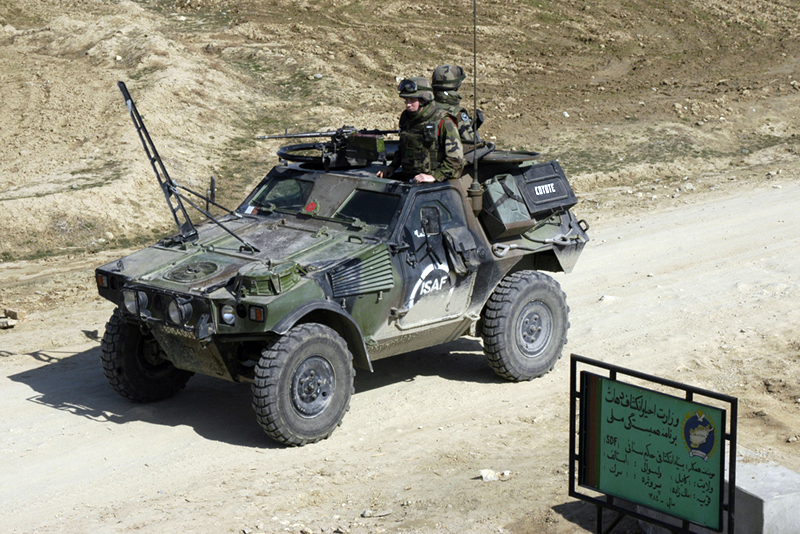
Un véhicule blindé léger du 1er régiment de hussards parachutistes en 2006.
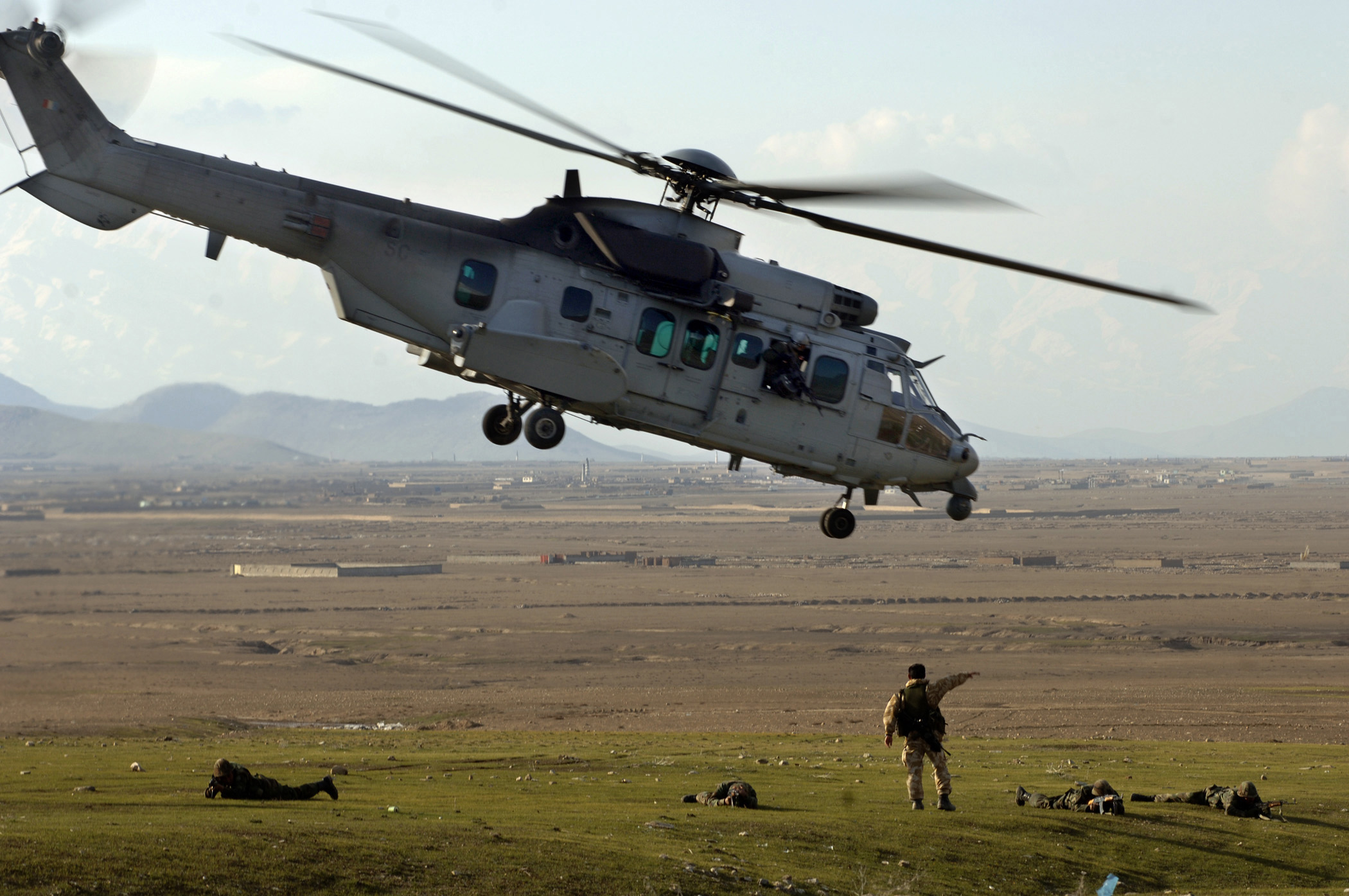
Un hélicoptère Caracal de l'Armée de l'air française en mars 2007.
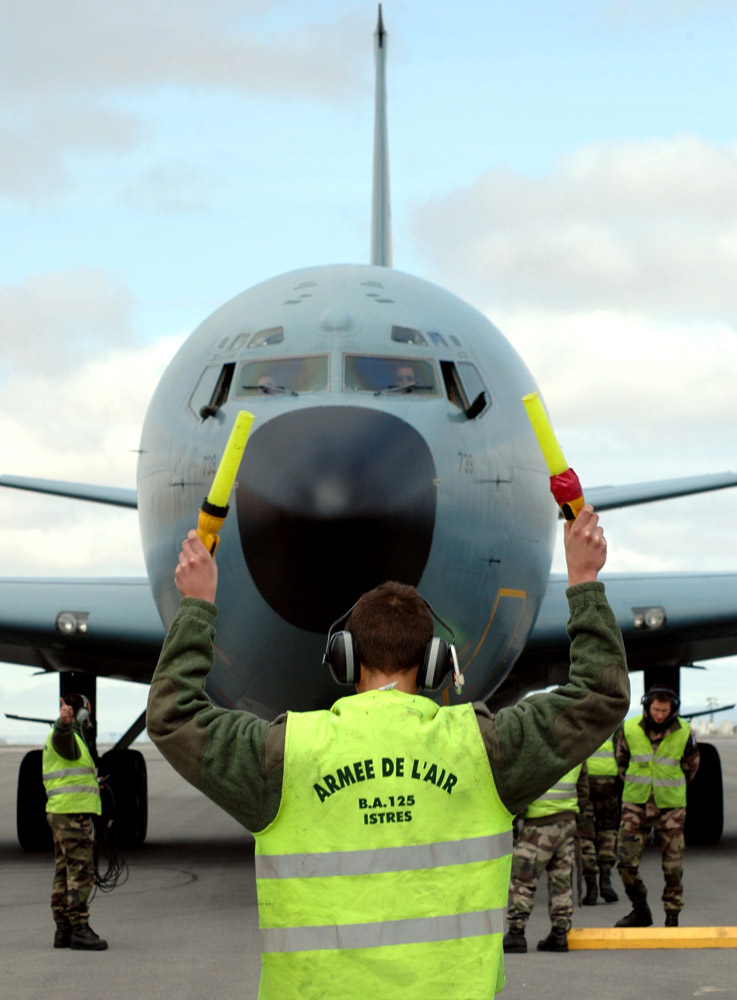
Un C-135FR du groupe de ravitaillement en vol 00.093 « Bretagne » sur la base aérienne de Manas au Kirghizistan le 29 mai 2007
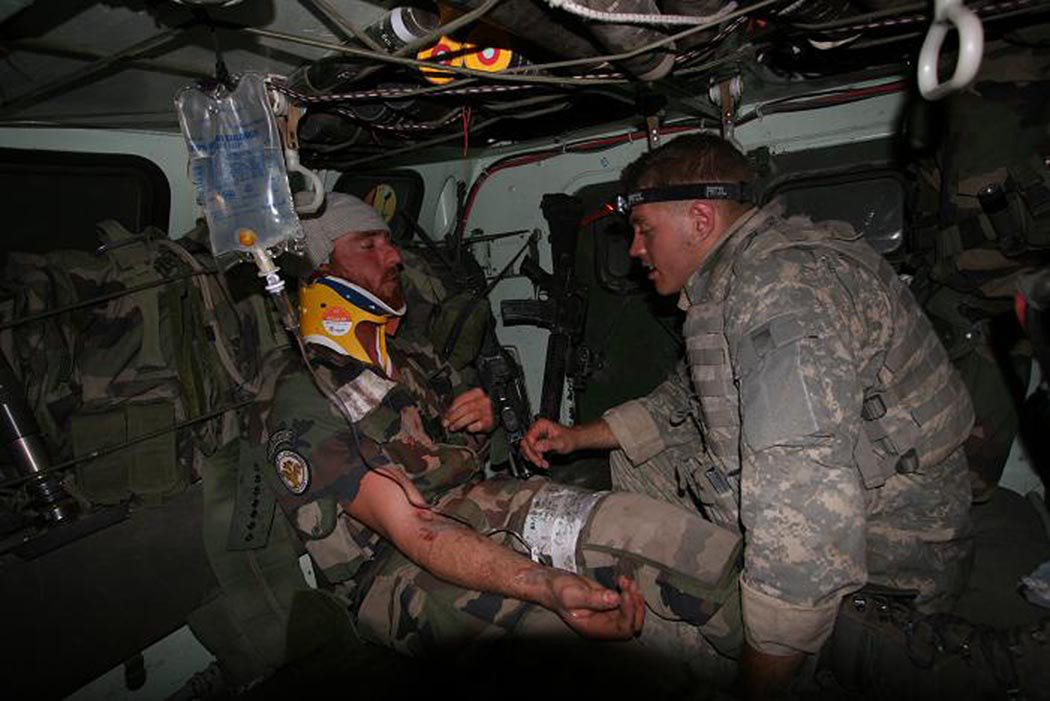
Traitement d'un soldat français blessé après un combat par un infirmier américain le 10 novembre 2007.
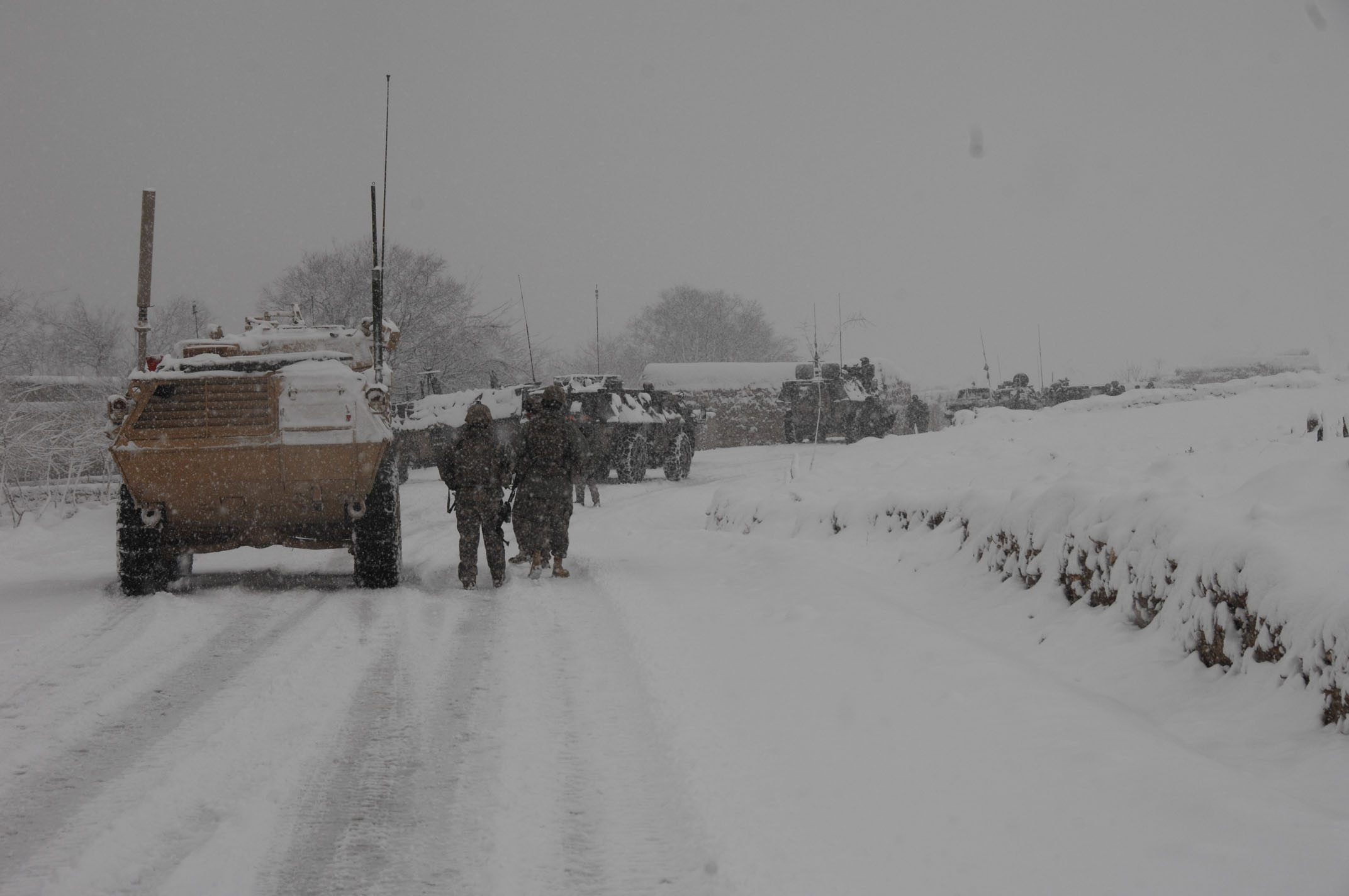
Militaires afghans, français et américains en février 2008 dans la province de la Kapisa.
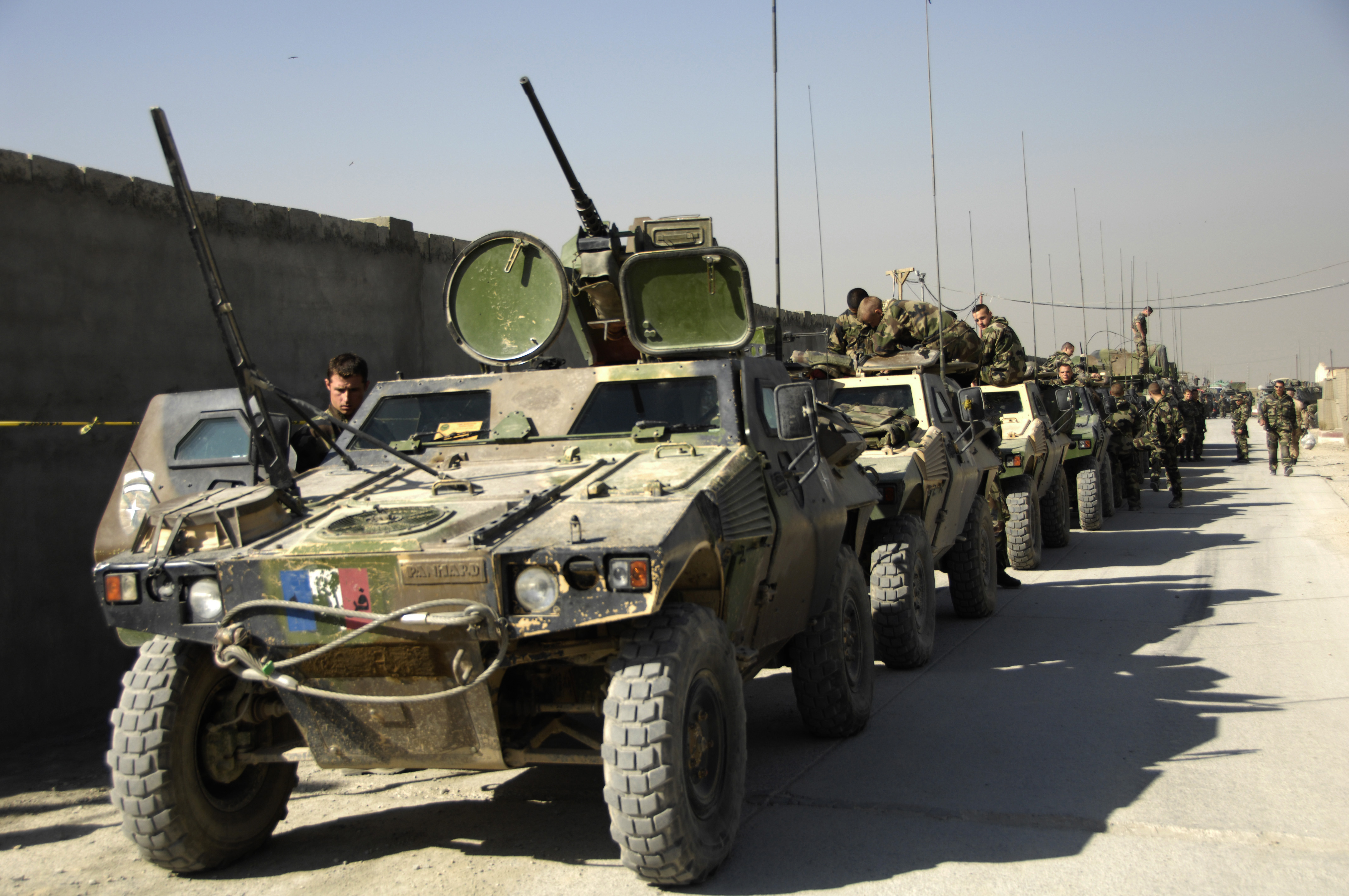
VBL d'un convoi multinational le 17 octobre 2008
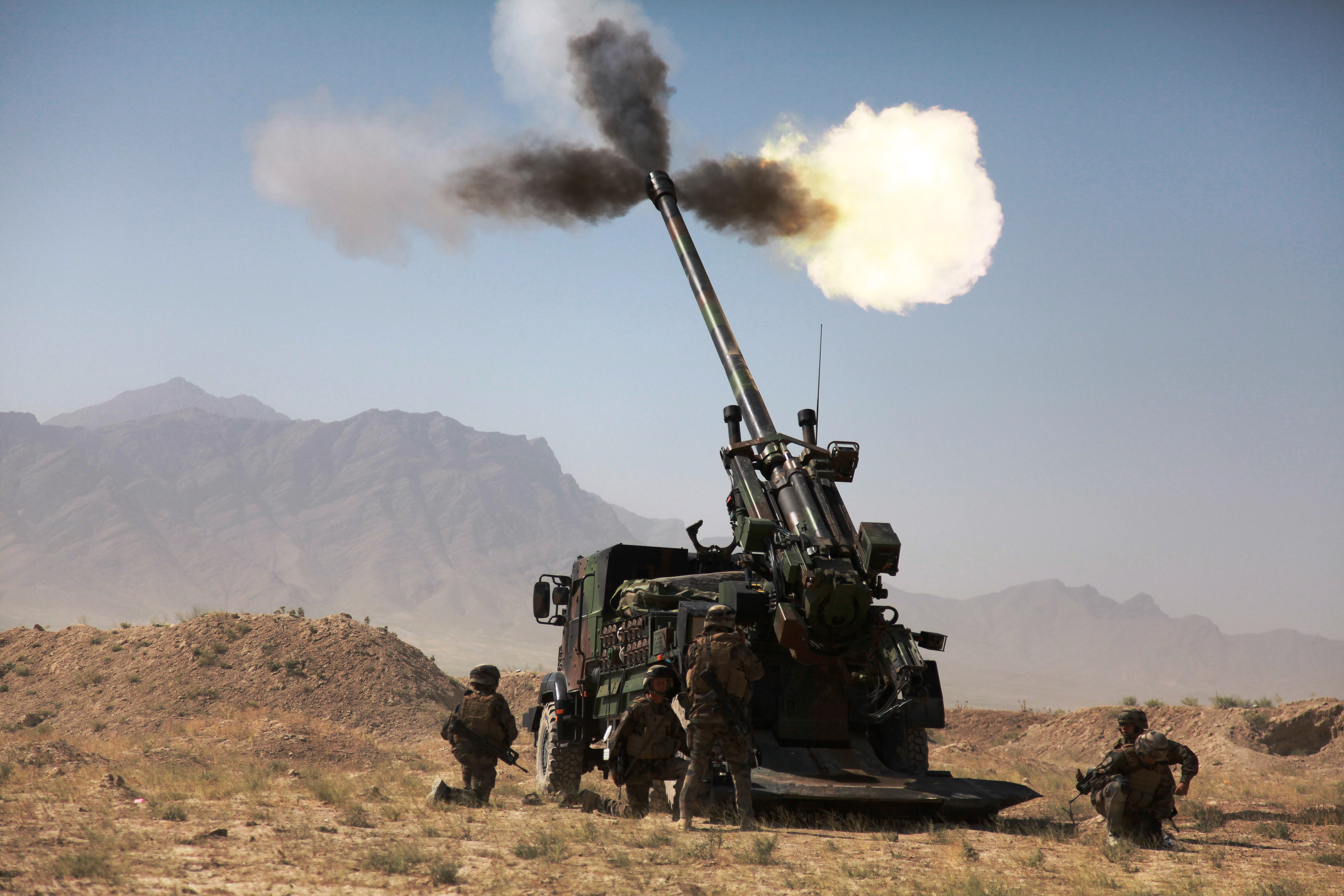
Tir d'exercice d'un Caesar le 14 août 2009
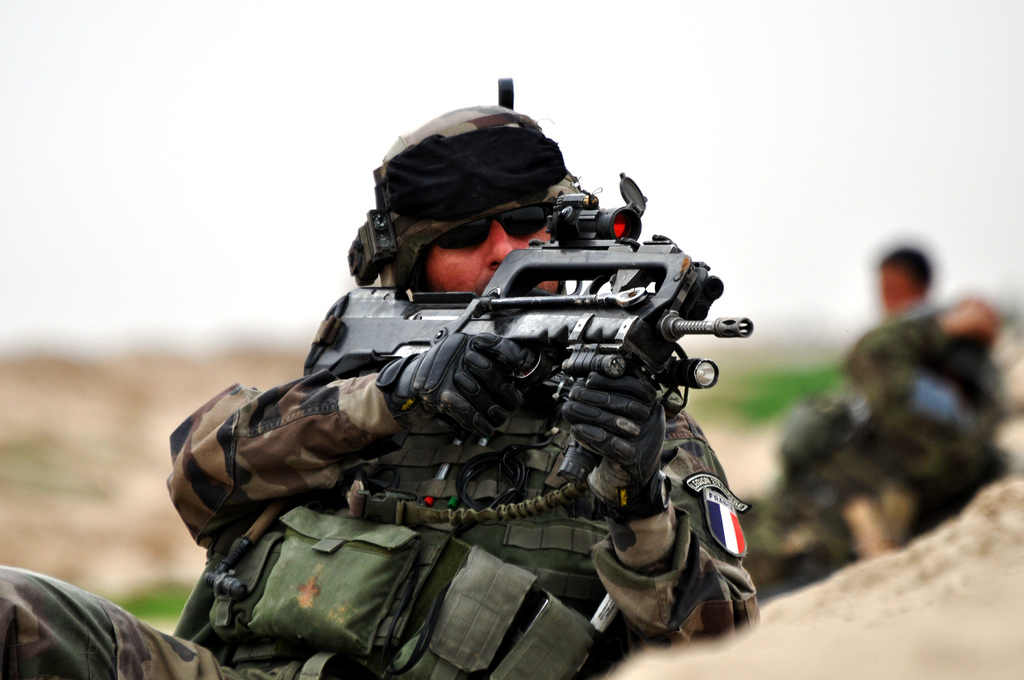
Un légionnaire en 2009 armée d'un Famas
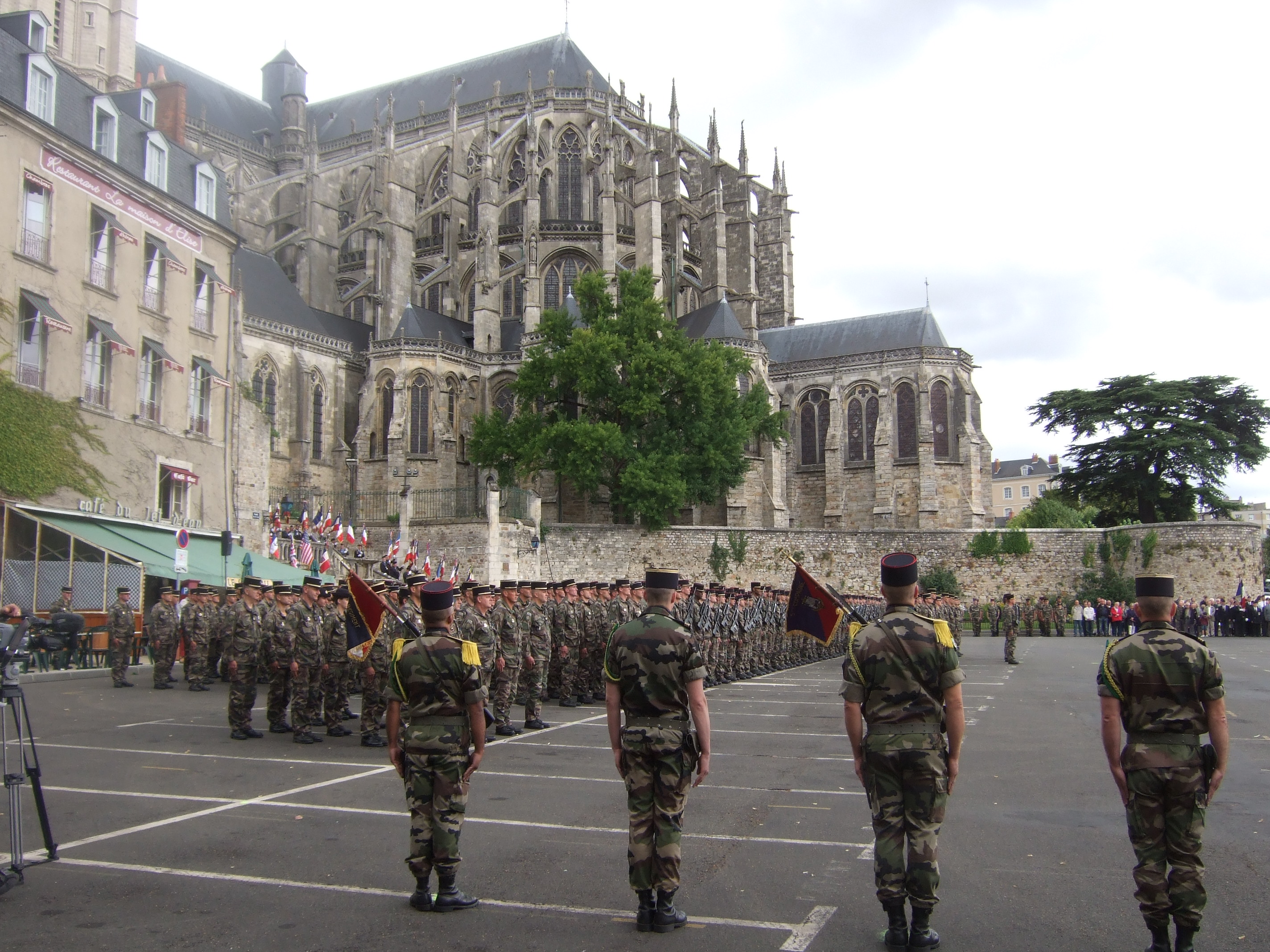
Cérémonie le 7 juillet 2011 de la dissolution du bataillon/battle group Richelieu du 2e régiment d'infanterie de marine après son retour d'Afghanistan dans la ville de Le Mans.
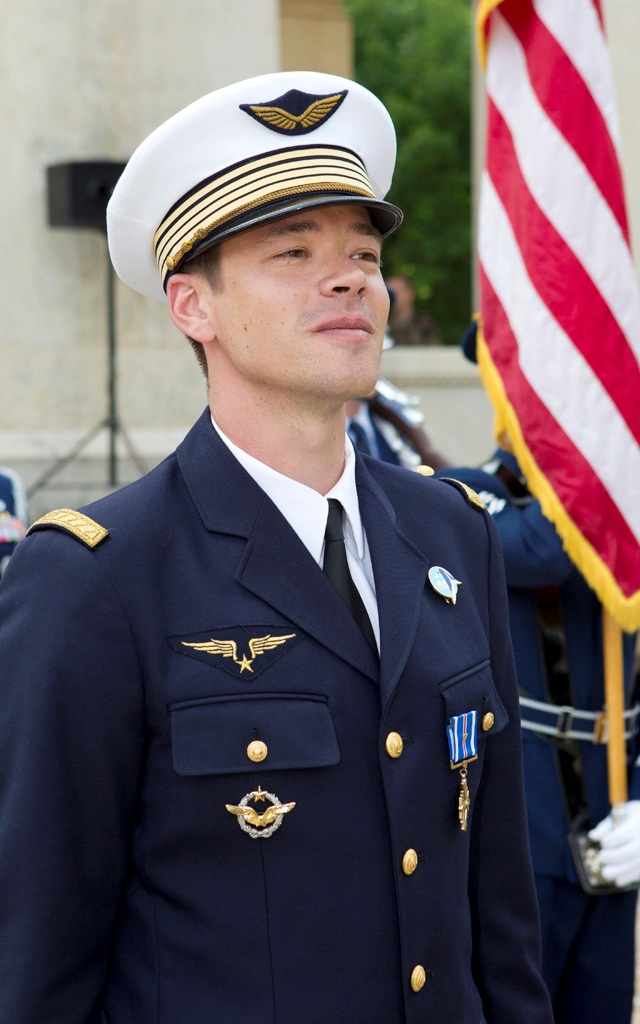
Le commandant Guillaume Vernet de l'armée de l’air après avoir reçu la Distinguished Flying Cross with Valor de la part du chef d'état major de l'USAF Norton Schwartz le 13 juillet 2011 à la suite de son action en Afghanistan dans le cadre d'une action de secourisme.
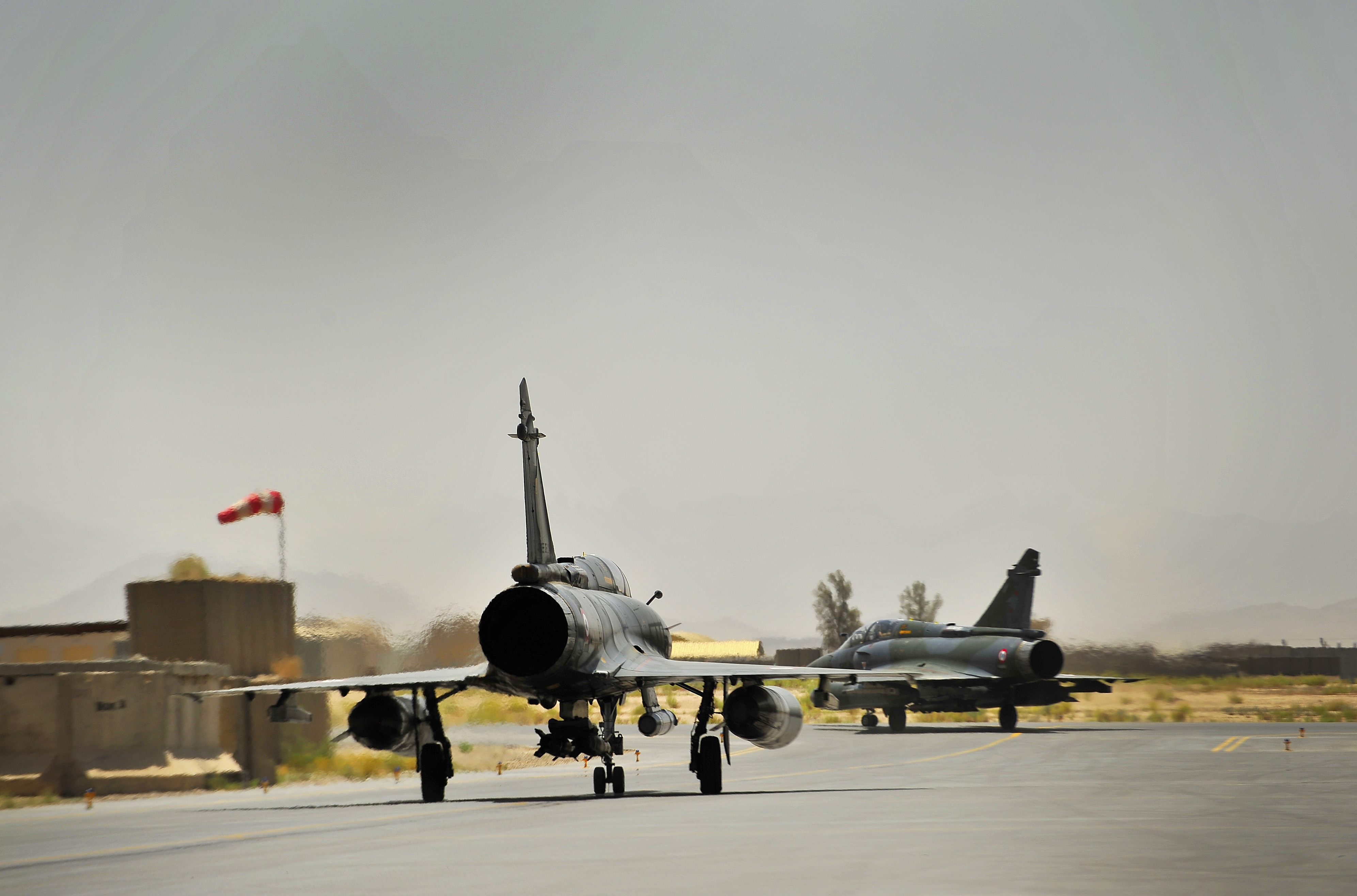
Mirage 2000D sur l'aéroport international de Kandahar le 15 juin 2012.
Médaille commémorative française "Afghanistan"

## Couverture médiatique
Plus de 450 brèves, 250 reportages vidéo et un documentaire ont été mis en ligne sur le site Internet de l'état-major des armées entre janvier 2007 et début mai 2011 ; chaque site Internet d'armée participe également à l'information du public. Outre les biographies écrites par les militaires ayant été sur ce théâtre d'opérations, deux films, dont le thème est l'engagement des soldats français en Afghanistan, ont été tournés en 2010, dont l'un sur le théâtre même des opérations et le second, Forces spéciales de Stéphane Rybojad à Djibouti. Leur sortie est programmée à l'automne 2011.
102 journalistes de 64 médias différents ont été accueillis en 2010 par les forces françaises en Afghanistan. Cela s'est traduit par une production équivalente à 948 jours de reportages, dont certains se sont étalés sur plus de 50 jours.